# Liste des églises de la Manche
La liste des églises de la Manche vise à situer les églises du département français de la Manche. Il est fait état des diverses protections dont elles peuvent bénéficier, et notamment les inscriptions et classements au titre des monuments historiques.

## Rattachement diocésain des églises catholiques
En ce qui concerne le culte catholique, les églises sont situées dans le diocèse de Coutances et Avranches.

## Statistiques

### Nombres
Le département de la Manche comprend 445 communes au 1er janvier 2023.
Depuis 2022, le diocèse de Coutances et Avranches compte 58 paroisses.

## Liste des églises catholiques classées par commune par ordre alphabétique
Le classement ci-après se fait par commune selon l'ordre alphabétique.
| Église                                                                                                 | Commune                        | Adresse | Coordonnées                        | Notice         | Protection | Date | Illustration                                                                                           |
| --- | ------------------------------ | ------- | ---------------------------------- | -------------- | ---------- | ---- | --- |
| Église Saint-Jean-Baptiste d'Agneaux                                                                   | Agneaux                        |         | 49° 06′ 55″ nord, 1° 06′ 47″ ouest |                |            |      | Église Saint-Jean-Baptiste d'Agneaux                                                                   |
| Église Saint-Evroult d'Agon                                                                            | Agon-Coutainville              |         | 49° 02′ 34″ nord, 1° 34′ 36″ ouest |                |            |      | Église Saint-Evroult d'Agon                                                                            |
| Église Notre-Dame-des-Flots de Coutainville                                                            | Agon-Coutainville              |         | 49° 02′ 48″ nord, 1° 35′ 49″ ouest |                |            |      | Église Notre-Dame-des-Flots de Coutainville                                                            |
| Église Saint-Georges d'Airel                                                                           | Airel                          |         | 49° 13′ 22″ nord, 1° 04′ 45″ ouest |                |            |      | Église Saint-Georges d'Airel                                                                           |
| Église Notre-Dame-de-l'Assomption d'Amigny                                                             | Amigny                         |         | 49° 09′ 17″ nord, 1° 10′ 39″ ouest |                |            |      | Église Notre-Dame-de-l'Assomption d'Amigny                                                             |
| Église Saint-Martin d'Anctoville-sur-Boscq                                                             | Anctoville-sur-Boscq           |         | 48° 50′ 37″ nord, 1° 31′ 57″ ouest |                |            |      | Église Saint-Martin d'Anctoville-sur-Boscq                                                             |
| Église Saint-Léger d'Anneville-en-Saire                                                                | Anneville-en-Saire             |         | 49° 38′ 06″ nord, 1° 17′ 15″ ouest |                |            |      | Église Saint-Léger d'Anneville-en-Saire                                                                |
| Église Notre-Dame d'Annoville                                                                          | Annoville                      |         | 48° 58′ 01″ nord, 1° 32′ 11″ ouest |                |            |      | Église Notre-Dame d'Annoville                                                                          |
| Église Notre-Dame de Tourneville                                                                       | Annoville                      |         | 48° 57′ 10″ nord, 1° 31′ 21″ ouest |                |            |      | Église Notre-Dame de Tourneville                                                                       |
| Église Notre-Dame d'Appeville                                                                          | Appeville                      |         | 49° 19′ 17″ nord, 1° 20′ 33″ ouest | « PA00110321 » |            |      | Église Notre-Dame d'Appeville                                                                          |
| Église Notre-Dame-de-l'Assomption d'Aucey-la-Plaine                                                    | Aucey-la-Plaine                |         | 48° 31′ 39″ nord, 1° 28′ 41″ ouest |                |            |      | Église Notre-Dame-de-l'Assomption d'Aucey-la-Plaine                                                    |
| Église Sainte-Honorine d'Audouville-la-Hubert                                                          | Audouville-la-Hubert           |         | 49° 24′ 30″ nord, 1° 14′ 24″ ouest | « IA00001110 » |            |      | Église Sainte-Honorine d'Audouville-la-Hubert                                                          |
| Église Saint-Pierre d'Aumeville-Lestre                                                                 | Aumeville-Lestre               |         | 49° 32′ 25″ nord, 1° 19′ 13″ ouest |                |            |      | Église Saint-Pierre d'Aumeville-Lestre                                                                 |
| Église Saint-Étienne d'Auvers                                                                          | Auvers                         |         | 49° 17′ 59″ nord, 1° 19′ 15″ ouest | « PA00110323 » |            |      | Église Saint-Étienne d'Auvers                                                                          |
| Église Saint-Martin d'Auxais                                                                           | Auxais                         |         | 49° 13′ 08″ nord, 1° 17′ 25″ ouest | « PA00110324 » |            |      | Église Saint-Martin d'Auxais                                                                           |
| Église Notre-Dame du Canal                                                                             | Auxais                         |         | 49° 12′ 49″ nord, 1° 17′ 55″ ouest | « IA50000301 » |            |      | Église Notre-Dame du Canal                                                                             |
| Basilique Saint-Gervais-Saint-Protais d'Avranches                                                      | Avranches                      |         | 48° 41′ 11″ nord, 1° 21′ 30″ ouest | « PA50000039 » |            |      | Basilique Saint-Gervais-Saint-Protais d'Avranches                                                      |
| Cathédrale Saint-André d'Avranches                                                                     | Avranches                      |         | 48° 41′ 16″ nord, 1° 21′ 52″ ouest |                |            |      | Cathédrale Saint-André d'Avranches                                                                     |
| Église Notre-Dame-des-Champs d'Avranches                                                               | Avranches                      |         | 48° 41′ 04″ nord, 1° 21′ 46″ ouest | « PA50000040 » |            |      | Église Notre-Dame-des-Champs d'Avranches                                                               |
| Église Saint-Étienne dite église de Ponts de Saint-Étienne                                             | Avranches                      |         | 48° 41′ 54″ nord, 1° 20′ 49″ ouest |                |            |      | Église Saint-Étienne dite église de Ponts de Saint-Étienne                                             |
| Église Saint-Martin de Saint-Martin-des-Champs                                                         | Avranches                      |         | 48° 40′ 09″ nord, 1° 19′ 54″ ouest |                |            |      | Église Saint-Martin de Saint-Martin-des-Champs                                                         |
| Église Saint-Saturnin d'Avranches                                                                      | Avranches                      |         | 48° 41′ 06″ nord, 1° 21′ 43″ ouest |                |            |      | Église Saint-Saturnin d'Avranches                                                                      |
| Église Saint-Nicolas d'Azeville                                                                        | Azeville                       |         | 49° 27′ 33″ nord, 1° 18′ 50″ ouest |                |            |      | Église Saint-Nicolas d'Azeville                                                                        |
| Église Saint-Étienne de Bacilly                                                                        | Bacilly                        |         | 48° 42′ 02″ nord, 1° 26′ 28″ ouest |                |            |      | Église Saint-Étienne de Bacilly                                                                        |
| Église Notre-Dame-de-l'Assomption de Barenton                                                          | Barenton                       |         | 48° 36′ 00″ nord, 0° 49′ 56″ ouest |                |            |      | Église Notre-Dame-de-l'Assomption de Barenton                                                          |
| Église Saint-Nicolas de Barfleur                                                                       | Barfleur                       |         | 49° 40′ 22″ nord, 1° 15′ 36″ ouest | « PA00110330 » |            |      | Église Saint-Nicolas de Barfleur                                                                       |
| Église Saint-Germain-Le-Scot                                                                           | Barneville-Carteret            |         | 49° 22′ 54″ nord, 1° 45′ 05″ ouest |                |            |      | Église Saint-Germain-Le-Scot                                                                           |
| Église Saint-Germain de Barneville                                                                     | Barneville-Carteret            |         | 49° 22′ 51″ nord, 1° 45′ 05″ ouest | « PA00110331 » |            |      | Église Saint-Germain de Barneville                                                                     |
| Église Saint-Germain-le-Scot dite la Vieille église de Carteret                                        | Barneville-Carteret            |         | 49° 22′ 31″ nord, 1° 48′ 29″ ouest |                |            |      | Église Saint-Germain-le-Scot dite la Vieille église de Carteret                                        |
| Église Saint-Louis de Carteret                                                                         | Barneville-Carteret            |         | 49° 22′ 48″ nord, 1° 47′ 06″ ouest |                |            |      | Église Saint-Louis de Carteret                                                                         |
| Église Saint-Martin de Baubigny                                                                        | Baubigny                       |         | 49° 25′ 45″ nord, 1° 48′ 07″ ouest |                |            |      | Église Saint-Martin de Baubigny                                                                        |
| Église Saint-Ouen de Baudre                                                                            | Baudre                         |         | 49° 05′ 24″ nord, 1° 04′ 23″ ouest |                |            |      | Église Saint-Ouen de Baudre                                                                            |
| Église Notre-Dame-de-l'Assomption de Baupte                                                            | Baupte                         |         | 49° 18′ 25″ nord, 1° 21′ 31″ ouest |                |            |      | Église Notre-Dame-de-l'Assomption de Baupte                                                            |
| Église Saint-Crépin de Beauchamps                                                                      | Beauchamps                     |         | 48° 49′ 59″ nord, 1° 21′ 34″ ouest |                |            |      | Église Saint-Crépin de Beauchamps                                                                      |
| Église Saint-Laurent de Beaucoudray                                                                    | Beaucoudray                    |         | 48° 57′ 30″ nord, 1° 08′ 33″ ouest |                |            |      | Église Saint-Laurent de Beaucoudray                                                                    |
| Église Saint-Pierre de Beauficel                                                                       | Beauficel                      |         | 48° 44′ 27″ nord, 0° 57′ 41″ ouest |                |            |      | Église Saint-Pierre de Beauficel                                                                       |
| Église Notre-Dame-de-la-Paix de Beauvoir                                                               | Beauvoir                       |         | 48° 35′ 53″ nord, 1° 30′ 16″ ouest |                |            |      | Église Notre-Dame-de-la-Paix de Beauvoir                                                               |
| Église Saint-Martin de Belval                                                                          | Belval                         |         | 49° 02′ 18″ nord, 1° 21′ 50″ ouest |                |            |      | Église Saint-Martin de Belval                                                                          |
| Église Saint-Pierre de Benoîtville                                                                     | Benoîtville                    |         | 49° 31′ 39″ nord, 1° 46′ 50″ ouest | « PA00110334 » |            |      | Église Saint-Pierre de Benoîtville                                                                     |
| Église Notre-Dame-de-l'Assomption de Beslon                                                            | Beslon                         |         | 48° 50′ 54″ nord, 1° 09′ 03″ ouest |                |            |      | Église Notre-Dame-de-l'Assomption de Beslon                                                            |
| Église Saint-Florent de Besneville                                                                     | Besneville                     |         | 49° 22′ 04″ nord, 1° 37′ 42″ ouest | « PA00125299 » |            |      | Église Saint-Florent de Besneville                                                                     |
| Église Saint-Martin de Beuvrigny                                                                       | Beuvrigny                      |         | 48° 58′ 08″ nord, 1° 00′ 08″ ouest |                |            |      | Église Saint-Martin de Beuvrigny                                                                       |
| Église de la Sainte-Trinité de Beuzeville-la-Bastille                                                  | Beuzeville-la-Bastille         |         | 49° 21′ 24″ nord, 1° 22′ 32″ ouest | « IA00001120 » |            |      | Église de la Sainte-Trinité de Beuzeville-la-Bastille                                                  |
| Église Saint-Pierre de Biniville                                                                       | Biniville                      |         | 49° 25′ 40″ nord, 1° 28′ 43″ ouest |                |            |      | Église Saint-Pierre de Biniville                                                                       |
| Église Saint-Pierre de Biville                                                                         | Biville                        |         | 49° 36′ 49″ nord, 1° 49′ 24″ ouest | « PA00110339 » |            |      | Église Saint-Pierre de Biville                                                                         |
| Église Saint-Pierre de Biéville                                                                        | Biéville                       |         | 49° 05′ 01″ nord, 0° 53′ 19″ ouest |                |            |      | Église Saint-Pierre de Biéville                                                                        |
| Église Saint-Pierre de Blainville-sur-Mer                                                              | Blainville-sur-Mer             |         | 49° 03′ 57″ nord, 1° 35′ 00″ ouest |                |            |      | Église Saint-Pierre de Blainville-sur-Mer                                                              |
| Église Saint-Christophe de Blosville                                                                   | Blosville                      |         | 49° 22′ 22″ nord, 1° 17′ 23″ ouest |                |            |      | Église Saint-Christophe de Blosville                                                                   |
| Église Saint-Pierre de Boisyvon                                                                        | Boisyvon                       |         | 48° 48′ 19″ nord, 1° 07′ 44″ ouest |                |            |      | Église Saint-Pierre de Boisyvon                                                                        |
| Église Saint-Barthélemy de Bourguenolles                                                               | Bourguenolles                  |         | 48° 48′ 18″ nord, 1° 17′ 52″ ouest |                |            |      | Église Saint-Barthélemy de Bourguenolles                                                               |
| Église Saint-Jean-Baptiste de La Mancellière-sur-Vire                                                  | Bourgvallées                   |         | 49° 04′ 09″ nord, 1° 04′ 17″ ouest | « PA50000033 » |            |      | Église Saint-Jean-Baptiste de La Mancellière-sur-Vire                                                  |
| Église Saint-Pierre du Mesnil-Herman                                                                   | Bourgvallées                   |         | 49° 01′ 35″ nord, 1° 08′ 38″ ouest |                |            |      | Église Saint-Pierre du Mesnil-Herman                                                                   |
| Église Saint-Martin de Soulles                                                                         | Bourgvallées                   |         | 49° 00′ 51″ nord, 1° 11′ 20″ ouest |                |            |      | Église Saint-Martin de Soulles                                                                         |
| Église Notre-Dame-de-l'Assomption de Gourfaleur                                                        | Bourgvallées                   |         | 49° 04′ 55″ nord, 1° 06′ 46″ ouest |                |            |      | Église Notre-Dame-de-l'Assomption de Gourfaleur                                                        |
| Église Saint-Romphaire de Saint-Romphaire                                                              | Bourgvallées                   |         | 49° 02′ 16″ nord, 1° 06′ 20″ ouest |                |            |      | Église Saint-Romphaire de Saint-Romphaire                                                              |
| Église Saint-Samson de Saint-Samson-de-Bonfossé                                                        | Bourgvallées                   |         | 49° 02′ 57″ nord, 1° 07′ 42″ ouest |                |            |      | Église Saint-Samson de Saint-Samson-de-Bonfossé                                                        |
| Église Saint-Hermeland de Boutteville                                                                  | Boutteville                    |         | 49° 23′ 23″ nord, 1° 15′ 32″ ouest | « IA00001131 » |            |      | Église Saint-Hermeland de Boutteville                                                                  |
| Église Saint-Aubin de Brainville                                                                       | Brainville                     |         | 49° 05′ 08″ nord, 1° 30′ 00″ ouest |                |            |      | Église Saint-Aubin de Brainville                                                                       |
| Église Saint-Germain de Bretteville                                                                    | Bretteville                    |         | 49° 39′ 12″ nord, 1° 31′ 47″ ouest |                |            |      | Image manquante Téléverser                                                                             |
| Église Saint-Martin de Bretteville-sur-Ay                                                              | Bretteville-sur-Ay             |         | 49° 15′ 38″ nord, 1° 37′ 56″ ouest |                |            |      | Église Saint-Martin de Bretteville-sur-Ay                                                              |
| Église Saint-Pierre de Breuville                                                                       | Breuville                      |         | 49° 32′ 11″ nord, 1° 40′ 25″ ouest |                |            |      | Église Saint-Pierre de Breuville                                                                       |
| Église Notre-Dame-des-Anges du Vrétot                                                                  | Bricquebec-en-Cotentin         |         | 49° 27′ 06″ nord, 1° 42′ 37″ ouest |                |            |      | Église Notre-Dame-des-Anges du Vrétot                                                                  |
| Abbatiale Notre-Dame-de-Grâce de Bricquebec-en-Cotentin                                                | Bricquebec-en-Cotentin         |         | 49° 29′ 04″ nord, 1° 38′ 13″ ouest |                |            |      | Abbatiale Notre-Dame-de-Grâce de Bricquebec-en-Cotentin                                                |
| Église Notre-Dame de Bricquebec                                                                        | Bricquebec-en-Cotentin         |         | 49° 28′ 14″ nord, 1° 37′ 47″ ouest |                |            |      | Église Notre-Dame de Bricquebec                                                                        |
| Ancienne église Notre-Dame de Bricquebec-en-Cotentin                                                   | Bricquebec-en-Cotentin         |         | 49° 28′ 10″ nord, 1° 37′ 32″ ouest | « IA50000047 » |            |      | Image manquante Téléverser                                                                             |
| Église Notre-Dame de Quettetot                                                                         | Bricquebec-en-Cotentin         |         | 49° 29′ 14″ nord, 1° 39′ 58″ ouest |                |            |      | Église Notre-Dame de Quettetot                                                                         |
| Église Notre-Dame-de-l'Assomption du Valdécie                                                          | Bricquebec-en-Cotentin         |         | 49° 25′ 26″ nord, 1° 39′ 13″ ouest |                |            |      | Église Notre-Dame-de-l'Assomption du Valdécie                                                          |
| Église Saint-Martin de Saint-Martin-le-Hébert                                                          | Bricquebec-en-Cotentin         |         | 49° 30′ 30″ nord, 1° 36′ 55″ ouest |                |            |      | Église Saint-Martin de Saint-Martin-le-Hébert                                                          |
| Église Saint-Paul des Perques                                                                          | Bricquebec-en-Cotentin         |         | 49° 26′ 47″ nord, 1° 39′ 22″ ouest |                |            |      | Église Saint-Paul des Perques                                                                          |
| Église Saint-Michel de Bricquebosq                                                                     | Bricquebosq                    |         | 49° 31′ 55″ nord, 1° 43′ 06″ ouest |                |            |      | Église Saint-Michel de Bricquebosq                                                                     |
| Église Saint-Martin de Bricqueville-la-Blouette                                                        | Bricqueville-la-Blouette       |         | 49° 02′ 00″ nord, 1° 28′ 41″ ouest |                |            |      | Église Saint-Martin de Bricqueville-la-Blouette                                                        |
| Église Saint-Vigor de Bricqueville-sur-Mer                                                             | Bricqueville-sur-Mer           |         | 48° 54′ 47″ nord, 1° 31′ 13″ ouest |                |            |      | Église Saint-Vigor de Bricqueville-sur-Mer                                                             |
| Église Saint-Martin de Brillevast                                                                      | Brillevast                     |         | 49° 37′ 41″ nord, 1° 24′ 50″ ouest | « PA00110347 » |            |      | Église Saint-Martin de Brillevast                                                                      |
| Église Notre-Dame-de-l'Assomption de Brix                                                              | Brix                           |         | 49° 32′ 44″ nord, 1° 34′ 45″ ouest |                |            |      | Église Notre-Dame-de-l'Assomption de Brix                                                              |
| Église Notre-Dame de Brouains                                                                          | Brouains                       |         | 48° 43′ 15″ nord, 0° 58′ 04″ ouest |                |            |      | Église Notre-Dame de Brouains                                                                          |
| Église Saint-Martin de Brécey                                                                          | Brécey                         |         | 48° 43′ 30″ nord, 1° 09′ 59″ ouest |                |            |      | Église Saint-Martin de Brécey                                                                          |
| Église Saint-Martin de Saint-Martin-le-Vieux                                                           | Bréhal                         |         | 48° 53′ 36″ nord, 1° 32′ 27″ ouest | « PA00110340 » |            |      | Église Saint-Martin de Saint-Martin-le-Vieux                                                           |
| Église Notre-Dame-de-l'Espérance de Bréhal                                                             | Bréhal                         |         | 48° 53′ 56″ nord, 1° 30′ 45″ ouest |                |            |      | Église Notre-Dame-de-l'Espérance de Bréhal                                                             |
| Église Notre-Dame de Bréville-sur-Mer                                                                  | Bréville-sur-Mer               |         | 48° 51′ 49″ nord, 1° 33′ 29″ ouest | « PA00110343 » |            |      | Église Notre-Dame de Bréville-sur-Mer                                                                  |
| Église Saint-Paterne de Buais                                                                          | Buais-Les-Monts                |         | 48° 31′ 17″ nord, 0° 58′ 11″ ouest |                |            |      | Église Saint-Paterne de Buais                                                                          |
| Église Saint-Symphorien de Saint-Symphorien-des-Monts                                                  | Buais-Les-Monts                |         | 48° 32′ 35″ nord, 1° 00′ 13″ ouest |                |            |      | Église Saint-Symphorien de Saint-Symphorien-des-Monts                                                  |
| Église Saint-Godard de Bérigny                                                                         | Bérigny                        |         | 49° 08′ 33″ nord, 0° 56′ 33″ ouest |                |            |      | Église Saint-Godard de Bérigny                                                                         |
| Église Notre-Dame-de-l'Assomption de Cambernon                                                         | Cambernon                      |         | 49° 04′ 51″ nord, 1° 23′ 09″ ouest |                |            |      | Église Notre-Dame-de-l'Assomption de Cambernon                                                         |
| Église Notre-Dame-de-l'Assomption de Cametours                                                         | Cametours                      |         | 49° 04′ 08″ nord, 1° 16′ 48″ ouest |                |            |      | Église Notre-Dame-de-l'Assomption de Cametours                                                         |
| Église Saint-Pierre de Camprond                                                                        | Camprond                       |         | 49° 05′ 18″ nord, 1° 20′ 53″ ouest |                |            |      | Église Saint-Pierre de Camprond                                                                        |
| Église Saint-Ebremond de Saint-Ébremond-de-Bonfossé                                                    | Canisy                         |         | 49° 04′ 00″ nord, 1° 08′ 55″ ouest |                |            |      | Église Saint-Ebremond de Saint-Ébremond-de-Bonfossé                                                    |
| Église Saint-Pierre de Canisy                                                                          | Canisy                         |         | 49° 04′ 36″ nord, 1° 10′ 25″ ouest |                |            |      | Église Saint-Pierre de Canisy                                                                          |
| Église Saint-Martin de Canteloup                                                                       | Canteloup                      |         | 49° 38′ 42″ nord, 1° 21′ 12″ ouest |                |            |      | Église Saint-Martin de Canteloup                                                                       |
| Église Saint-Malo de Canville-la-Rocque                                                                | Canville-la-Rocque             |         | 49° 20′ 39″ nord, 1° 38′ 09″ ouest |                |            |      | Église Saint-Malo de Canville-la-Rocque                                                                |
| Église Saint-Louis de Carantilly                                                                       | Carantilly                     |         | 49° 03′ 56″ nord, 1° 14′ 24″ ouest |                |            |      | Église Saint-Louis de Carantilly                                                                       |
| Église Notre-Dame de Carentan                                                                          | Carentan-les-Marais            |         | 49° 18′ 20″ nord, 1° 14′ 35″ ouest | « PA00110352 » |            |      | Église Notre-Dame de Carentan                                                                          |
| Église Saint-Hilaire de Brucheville                                                                    | Carentan-les-Marais            |         | 49° 22′ 25″ nord, 1° 12′ 16″ ouest | « PA00110349 » |            |      | Église Saint-Hilaire de Brucheville                                                                    |
| Église Saint-Martin de Brévands                                                                        | Carentan-les-Marais            |         | 49° 19′ 53″ nord, 1° 11′ 26″ ouest | « PA00110342 » |            |      | Église Saint-Martin de Brévands                                                                        |
| Église Saint-Côme-et-Saint-Damien de Saint-Côme-du-Mont                                                | Carentan-les-Marais            |         | 49° 20′ 09″ nord, 1° 16′ 22″ ouest | « PA00110564 » |            |      | Église Saint-Côme-et-Saint-Damien de Saint-Côme-du-Mont                                                |
| Église Saint-Éloi de Vierville                                                                         | Carentan-les-Marais            |         | 49° 21′ 34″ nord, 1° 14′ 50″ ouest | « IA00001274 » |            |      | Église Saint-Éloi de Vierville                                                                         |
| Église Saint-Grégoire-le-Grand de Catz                                                                 | Carentan-les-Marais            |         | 49° 18′ 40″ nord, 1° 10′ 43″ ouest |                |            |      | Église Saint-Grégoire-le-Grand de Catz                                                                 |
| Église Saint-Martin de Montmartin-en-Graignes                                                          | Carentan-les-Marais            |         | 49° 16′ 30″ nord, 1° 08′ 44″ ouest |                |            |      | Église Saint-Martin de Montmartin-en-Graignes                                                          |
| Église Saint-Hilaire du Mont                                                                           | Carentan-les-Marais            |         | 49° 18′ 09″ nord, 1° 13′ 47″ ouest |                |            |      | Église Saint-Hilaire du Mont                                                                           |
| Église Notre-Dame de Saint-Pellerin                                                                    | Carentan-les-Marais            |         | 49° 17′ 54″ nord, 1° 10′ 43″ ouest |                |            |      | Église Notre-Dame de Saint-Pellerin                                                                    |
| Église Saint-Gilles de Houesville                                                                      | Carentan-les-Marais            |         | 49° 21′ 06″ nord, 1° 17′ 14″ ouest |                |            |      | Église Saint-Gilles de Houesville                                                                      |
| Église Saint-Martin des Veys                                                                           | Carentan-les-Marais            |         | 49° 18′ 53″ nord, 1° 09′ 09″ ouest |                |            |      | Église Saint-Martin des Veys                                                                           |
| Église Saints-Côme-et-Damien d'Angoville-au-Plain                                                      | Carentan-les-Marais            |         | 49° 20′ 58″ nord, 1° 15′ 12″ ouest | « IA00001106 » |            |      | Église Saints-Côme-et-Damien d'Angoville-au-Plain                                                      |
| Église Saint-Malo de Carneville                                                                        | Carneville                     |         | 49° 40′ 13″ nord, 1° 26′ 39″ ouest |                |            |      | Église Saint-Malo de Carneville                                                                        |
| Église Saint-Vigor de Carolles                                                                         | Carolles                       |         | 48° 45′ 01″ nord, 1° 33′ 33″ ouest |                |            |      | Église Saint-Vigor de Carolles                                                                         |
| Église Saint-Ouen de Catteville                                                                        | Catteville                     |         | 49° 21′ 19″ nord, 1° 34′ 19″ ouest |                |            |      | Église Saint-Ouen de Catteville                                                                        |
| Église Notre-Dame de Cavigny                                                                           | Cavigny                        |         | 49° 11′ 37″ nord, 1° 06′ 31″ ouest | « EA50000002 » |            |      | Église Notre-Dame de Cavigny                                                                           |
| Vestiges de l'église Notre-Dame de Bahais                                                              | Cavigny                        |         | 49° 11′ 05″ nord, 1° 06′ 39″ ouest |                |            |      | Vestiges de l'église Notre-Dame de Bahais                                                              |
| Église abbatiale Saint-Vigor de Cerisy-la-Forêt                                                        | Cerisy-la-Forêt                |         | 49° 11′ 50″ nord, 0° 55′ 57″ ouest |                |            |      | Église abbatiale Saint-Vigor de Cerisy-la-Forêt                                                        |
| Église Saints-Pierre-et-Paul de Cerisy-la-Salle                                                        | Cerisy-la-Salle                |         | 49° 01′ 33″ nord, 1° 17′ 02″ ouest |                |            |      | Église Saints-Pierre-et-Paul de Cerisy-la-Salle                                                        |
| Église Saint-Vigor de Champeaux                                                                        | Champeaux                      |         | 48° 44′ 22″ nord, 1° 31′ 37″ ouest |                |            |      | Église Saint-Vigor de Champeaux                                                                        |
| Église Saint-Jean de Champrepus                                                                        | Champrepus                     |         | 48° 50′ 02″ nord, 1° 19′ 09″ ouest |                |            |      | Église Saint-Jean de Champrepus                                                                        |
| Église Saint-Pierre de Chanteloup                                                                      | Chanteloup                     |         | 48° 53′ 56″ nord, 1° 29′ 11″ ouest |                |            |      | Église Saint-Pierre de Chanteloup                                                                      |
| Église Saint-Martin de Saint-Martin-de-Chaulieu                                                        | Chaulieu                       |         | 48° 44′ 06″ nord, 0° 51′ 44″ ouest |                |            |      | Église Saint-Martin de Saint-Martin-de-Chaulieu                                                        |
| Église Saint-Sauveur de Saint-Sauveur-de-Chaulieu                                                      | Chaulieu                       |         | 48° 44′ 56″ nord, 0° 50′ 57″ ouest |                |            |      | Église Saint-Sauveur de Saint-Sauveur-de-Chaulieu                                                      |
| Église Sainte-Marie de Chavoy                                                                          | Chavoy                         |         | 48° 43′ 39″ nord, 1° 19′ 56″ ouest |                |            |      | Église Sainte-Marie de Chavoy                                                                          |
| Basilique Sainte-Trinité de Cherbourg                                                                  | Cherbourg-en-Cotentin          |         | 49° 38′ 31″ nord, 1° 37′ 23″ ouest | « PA00110365 » |            |      | Basilique Sainte-Trinité de Cherbourg                                                                  |
| Abbatiale Notre-Dame du Vœu de Cherbourg                                                               | Cherbourg-en-Cotentin          |         | 49° 38′ 10″ nord, 1° 37′ 42″ ouest | « PA00110366 » |            |      | Abbatiale Notre-Dame du Vœu de Cherbourg                                                               |
| Église Saint-Martin d'Octeville                                                                        | Cherbourg-en-Cotentin          |         | 49° 37′ 32″ nord, 1° 38′ 33″ ouest | « PA00110528 » |            |      | Église Saint-Martin d'Octeville                                                                        |
| Église Notre-Dame-du-Roule de Cherbourg-en-Cotentin                                                    | Cherbourg-en-Cotentin          |         | 49° 37′ 44″ nord, 1° 37′ 03″ ouest |                |            |      | Église Notre-Dame-du-Roule de Cherbourg-en-Cotentin                                                    |
| Église Saint-Clément de Cherbourg-en-Cotentin                                                          | Cherbourg-en-Cotentin          |         | 49° 38′ 19″ nord, 1° 36′ 48″ ouest |                |            |      | Église Saint-Clément de Cherbourg-en-Cotentin                                                          |
| Église Notre-Dame de La Glacerie                                                                       | Cherbourg-en-Cotentin          |         | 49° 36′ 27″ nord, 1° 34′ 11″ ouest |                |            |      | Église Notre-Dame de La Glacerie                                                                       |
| Église Notre-Dame de Querqueville                                                                      | Cherbourg-en-Cotentin          |         | 49° 39′ 52″ nord, 1° 41′ 54″ ouest |                |            |      | Image manquante Téléverser                                                                             |
| Église Notre-Dame de Tourlaville                                                                       | Cherbourg-en-Cotentin          |         | 49° 38′ 15″ nord, 1° 33′ 48″ ouest |                |            |      | Église Notre-Dame de Tourlaville                                                                       |
| Église Notre-Dame-de-l'Assomption de Hainneville                                                       | Cherbourg-en-Cotentin          |         | 49° 38′ 59″ nord, 1° 40′ 58″ ouest |                |            |      | Église Notre-Dame-de-l'Assomption de Hainneville                                                       |
| Église Notre-Dame-de-l'Assomption d'Équeurdreville                                                     | Cherbourg-en-Cotentin          |         | 49° 38′ 45″ nord, 1° 39′ 05″ ouest |                |            |      | Image manquante Téléverser                                                                             |
| Église Notre-Dame-du-Travail de Tourlaville                                                            | Cherbourg-en-Cotentin          |         | 49° 38′ 56″ nord, 1° 35′ 10″ ouest |                |            |      | Image manquante Téléverser                                                                             |
| Église Saint-Joseph des Mielles                                                                        | Cherbourg-en-Cotentin          |         | 49° 38′ 28″ nord, 1° 36′ 00″ ouest |                |            |      | Image manquante Téléverser                                                                             |
| Église Notre-Dame-de-l'Assomption de Chérencé-le-Héron                                                 | Chérencé-le-Héron              |         | 48° 48′ 06″ nord, 1° 11′ 48″ ouest |                |            |      | Église Notre-Dame-de-l'Assomption de Chérencé-le-Héron                                                 |
| Église Notre-Dame-de-l'Assomption de Clitourps                                                         | Clitourps                      |         | 49° 39′ 24″ nord, 1° 22′ 28″ ouest |                |            |      | Église Notre-Dame-de-l'Assomption de Clitourps                                                         |
| Église Saint-Georges de Colomby                                                                        | Colomby                        |         | 49° 27′ 19″ nord, 1° 29′ 41″ ouest | « PA00110372 » |            |      | Église Saint-Georges de Colomby                                                                        |
| Église Notre-Dame-de-l'Assomption dite aussi Notre-Dame du Mesnil-Raoult                               | Condé-sur-Vire                 |         | 49° 02′ 06″ nord, 1° 03′ 36″ ouest |                |            |      | Église Notre-Dame-de-l'Assomption dite aussi Notre-Dame du Mesnil-Raoult                               |
| Église Saint-Lô de Troisgots                                                                           | Condé-sur-Vire                 |         | 49° 00′ 40″ nord, 1° 04′ 27″ ouest |                |            |      | Église Saint-Lô de Troisgots                                                                           |
| Église Saint-Martin de Condé-sur-Vire                                                                  | Condé-sur-Vire                 |         | 49° 03′ 06″ nord, 1° 02′ 19″ ouest |                |            |      | Église Saint-Martin de Condé-sur-Vire                                                                  |
| Église Saint-Georges de Coudeville-sur-Mer                                                             | Coudeville-sur-Mer             |         | 48° 52′ 56″ nord, 1° 31′ 38″ ouest |                |            |      | Église Saint-Georges de Coudeville-sur-Mer                                                             |
| Église Notre-Dame-de-l'Assomption de Coulouvray-Boisbenâtre                                            | Coulouvray-Boisbenâtre         |         | 48° 47′ 13″ nord, 1° 06′ 35″ ouest |                |            |      | Église Notre-Dame-de-l'Assomption de Coulouvray-Boisbenâtre                                            |
| Église Saint-Lô de Courcy                                                                              | Courcy                         |         | 49° 02′ 30″ nord, 1° 23′ 35″ ouest |                |            |      | Église Saint-Lô de Courcy                                                                              |
| Église Saint-Pierre de Courtils                                                                        | Courtils                       |         | 48° 37′ 39″ nord, 1° 24′ 35″ ouest |                |            |      | Église Saint-Pierre de Courtils                                                                        |
| Cathédrale Notre-Dame de Coutances                                                                     | Coutances                      |         | 49° 02′ 52″ nord, 1° 26′ 45″ ouest | « PA00110375 » |            |      | Cathédrale Notre-Dame de Coutances                                                                     |
| Église Saint-Nicolas de Coutances                                                                      | Coutances                      |         | 49° 02′ 56″ nord, 1° 26′ 36″ ouest | « PA00110377 » |            |      | Église Saint-Nicolas de Coutances                                                                      |
| Église Saint-Pierre de Coutances                                                                       | Coutances                      |         | 49° 02′ 45″ nord, 1° 26′ 41″ ouest | « PA00110378 » |            |      | Église Saint-Pierre de Coutances                                                                       |
| Ancienne église des frères Augustins de Coutances                                                      | Coutances                      |         | 49° 02′ 31″ nord, 1° 26′ 44″ ouest |                |            |      | Ancienne église des frères Augustins de Coutances                                                      |
| Église Notre-Dame-de-l'Assomption de Couvains                                                          | Couvains                       |         | 49° 09′ 54″ nord, 1° 00′ 27″ ouest |                |            |      | Église Notre-Dame-de-l'Assomption de Couvains                                                          |
| Église Notre-Dame-de-l'Assomption de Couville                                                          | Couville                       |         | 49° 33′ 11″ nord, 1° 41′ 12″ ouest |                |            |      | Église Notre-Dame-de-l'Assomption de Couville                                                          |
| Église Notre-Dame, anciennement Saint-Antoine de Grenneville                                           | Crasville                      |         | 49° 33′ 17″ nord, 1° 19′ 13″ ouest |                |            |      | Église Notre-Dame, anciennement Saint-Antoine de Grenneville                                           |
| Église Sainte-Colombe de Crasville                                                                     | Crasville                      |         | 49° 32′ 57″ nord, 1° 20′ 38″ ouest |                |            |      | Église Sainte-Colombe de Crasville                                                                     |
| Église Saint-Laurent d'Écoquenéauville                                                                 | Criqueville-au-Plain           |         | 49° 24′ 04″ nord, 1° 17′ 30″ ouest | « IA00001159 » |            |      | Église Saint-Laurent d'Écoquenéauville                                                                 |
| Église Notre-Dame-de-l'Assomption de Crollon                                                           | Crollon                        |         | 48° 35′ 05″ nord, 1° 23′ 05″ ouest |                |            |      | Église Notre-Dame-de-l'Assomption de Crollon                                                           |
| Église Saint-Gervais-Saint-Protais de Crosville-sur-Douve                                              | Crosville-sur-Douve            |         | 49° 23′ 17″ nord, 1° 29′ 02″ ouest |                |            |      | Église Saint-Gervais-Saint-Protais de Crosville-sur-Douve                                              |
| Église de la Sainte-Trinité de Créances                                                                | Créances                       |         | 49° 12′ 06″ nord, 1° 33′ 59″ ouest |                |            |      | Église de la Sainte-Trinité de Créances                                                                |
| Église Saint-Denis-et-Saint-Gorgon de Cuves                                                            | Cuves                          |         | 48° 43′ 08″ nord, 1° 06′ 31″ ouest |                |            |      | Église Saint-Denis-et-Saint-Gorgon de Cuves                                                            |
| Église Saint-Cyr-et-Sainte-Julitte de Céaux                                                            | Céaux                          |         | 48° 37′ 54″ nord, 1° 23′ 16″ ouest |                |            |      | Église Saint-Cyr-et-Sainte-Julitte de Céaux                                                            |
| Église Notre-Dame de Cérences                                                                          | Cérences                       |         | 48° 55′ 02″ nord, 1° 26′ 07″ ouest |                |            |      | Église Notre-Dame de Cérences                                                                          |
| Église Saint-Jean du Pont-Brocard                                                                      | Dangy                          |         | 49° 00′ 54″ nord, 1° 14′ 35″ ouest |                |            |      | Église Saint-Jean du Pont-Brocard                                                                      |
| Église Saint-Martin de Dangy                                                                           | Dangy                          |         | 49° 02′ 41″ nord, 1° 13′ 30″ ouest |                |            |      | Église Saint-Martin de Dangy                                                                           |
| Église Notre-Dame-de-l'Assomption de Digosville                                                        | Digosville                     |         | 49° 37′ 54″ nord, 1° 31′ 37″ ouest |                |            |      | Église Notre-Dame-de-l'Assomption de Digosville                                                        |
| Église Saint-Jean-Baptiste de Domjean                                                                  | Domjean                        |         | 48° 59′ 12″ nord, 1° 01′ 52″ ouest |                |            |      | Église Saint-Jean-Baptiste de Domjean                                                                  |
| Église Notre-Dame de Donville-les-Bains                                                                | Donville-les-Bains             |         | 48° 50′ 56″ nord, 1° 34′ 36″ ouest |                |            |      | Image manquante Téléverser                                                                             |
| Église Saint-Clair de Donville-les-Bains                                                               | Donville-les-Bains             |         | 48° 51′ 20″ nord, 1° 34′ 07″ ouest |                |            |      | Église Saint-Clair de Donville-les-Bains                                                               |
| Église Saint-Martin de Doville                                                                         | Doville                        |         | 49° 19′ 56″ nord, 1° 32′ 26″ ouest |                |            |      | Église Saint-Martin de Doville                                                                         |
| Église Saint-Médard de Dragey                                                                          | Dragey-Ronthon                 |         | 48° 42′ 56″ nord, 1° 29′ 08″ ouest | « PA00135508 » |            |      | Église Saint-Médard de Dragey                                                                          |
| Église Saint-Nicolas de Ronthon                                                                        | Dragey-Ronthon                 |         | 48° 43′ 46″ nord, 1° 28′ 57″ ouest |                |            |      | Église Saint-Nicolas de Ronthon                                                                        |
| Église Saint-Médard et Saint-Gildas des Chéris                                                         | Ducey-Les Chéris               |         | 48° 38′ 01″ nord, 1° 15′ 26″ ouest |                |            |      | Église Saint-Médard et Saint-Gildas des Chéris                                                         |
| Église Saint-Pair de Ducey                                                                             | Ducey-Les Chéris               |         | 48° 37′ 01″ nord, 1° 17′ 25″ ouest |                |            |      | Église Saint-Pair de Ducey                                                                             |
| Église Saint-Martin de Fermanville                                                                     | Fermanville                    |         | 49° 40′ 55″ nord, 1° 26′ 56″ ouest |                |            |      | Église Saint-Martin de Fermanville                                                                     |
| Église Saint-Pierre de Feugères                                                                        | Feugères                       |         | 49° 09′ 02″ nord, 1° 19′ 11″ ouest | « IA50000494 » |            |      | Église Saint-Pierre de Feugères                                                                        |
| Église Saint-Pierre de Fierville-les-Mines                                                             | Fierville-les-Mines            |         | 49° 23′ 25″ nord, 1° 40′ 10″ ouest |                |            |      | Église Saint-Pierre de Fierville-les-Mines                                                             |
| Église Saint-Germain de Flamanville                                                                    | Flamanville                    |         | 49° 31′ 50″ nord, 1° 51′ 55″ ouest |                |            |      | Église Saint-Germain de Flamanville                                                                    |
| Église Notre-Dame de Fleury                                                                            | Fleury                         |         | 48° 50′ 50″ nord, 1° 16′ 34″ ouest |                |            |      | Église Notre-Dame de Fleury                                                                            |
| Église Saint-Clément de Flottemanville                                                                 | Flottemanville                 |         | 49° 28′ 34″ nord, 1° 26′ 41″ ouest | « PA00110402 » |            |      | Église Saint-Clément de Flottemanville                                                                 |
| Église Notre-Dame-de-l'Annonciation du Mesnil-Drey                                                     | Folligny                       |         | 48° 48′ 34″ nord, 1° 25′ 20″ ouest |                |            |      | Église Notre-Dame-de-l'Annonciation du Mesnil-Drey                                                     |
| Église Notre-Dame de Folligny                                                                          | Folligny                       |         | 48° 49′ 24″ nord, 1° 24′ 40″ ouest |                |            |      | Église Notre-Dame de Folligny                                                                          |
| Église Saint-Pierre-Saint-Paul de La Beslière                                                          | Folligny                       |         | 48° 49′ 06″ nord, 1° 25′ 41″ ouest |                |            |      | Église Saint-Pierre-Saint-Paul de La Beslière                                                          |
| Église Saint-Martin de Fontenay-sur-Mer                                                                | Fontenay-sur-Mer               |         | 49° 29′ 23″ nord, 1° 18′ 48″ ouest |                |            |      | Église Saint-Martin de Fontenay-sur-Mer                                                                |
| Église Saint-Jean-Baptiste de Fourneaux                                                                | Fourneaux                      |         | 48° 57′ 52″ nord, 1° 02′ 09″ ouest |                |            |      | Église Saint-Jean-Baptiste de Fourneaux                                                                |
| Église Saint-Martin de Fresville                                                                       | Fresville                      |         | 49° 26′ 20″ nord, 1° 21′ 23″ ouest | « PA00132896 » |            |      | Église Saint-Martin de Fresville                                                                       |
| Église de la Nativité-de-Notre-Dame de Gathemo                                                         | Gathemo                        |         | 48° 45′ 55″ nord, 0° 58′ 32″ ouest |                |            |      | Église de la Nativité-de-Notre-Dame de Gathemo                                                         |
| Église Saint-Pierre de Gatteville-le-Phare                                                             | Gatteville-le-Phare            |         | 49° 41′ 10″ nord, 1° 16′ 58″ ouest | « PA00110406 » |            |      | Église Saint-Pierre de Gatteville-le-Phare                                                             |
| Église Saint-Étienne du Mesnil-Hue                                                                     | Gavray-sur-Sienne              |         | 48° 53′ 21″ nord, 1° 17′ 59″ ouest |                |            |      | Église Saint-Étienne du Mesnil-Hue                                                                     |
| Église Saint-Laurent du Mesnil-Rogues                                                                  | Gavray-sur-Sienne              |         | 48° 51′ 47″ nord, 1° 22′ 56″ ouest |                |            |      | Église Saint-Laurent du Mesnil-Rogues                                                                  |
| Église Saint-Pierre du Mesnil-Amand                                                                    | Gavray-sur-Sienne              |         | 48° 52′ 54″ nord, 1° 21′ 41″ ouest |                |            |      | Église Saint-Pierre du Mesnil-Amand                                                                    |
| Église Notre-Dame-de-l'Assomption de Sourdeval-les-Bois                                                | Gavray-sur-Sienne              |         | 48° 54′ 36″ nord, 1° 15′ 51″ ouest |                |            |      | Église Notre-Dame-de-l'Assomption de Sourdeval-les-Bois                                                |
| Église Sainte-Trinité de Gavray                                                                        | Gavray-sur-Sienne              |         | 48° 54′ 35″ nord, 1° 21′ 00″ ouest |                |            |      | Église Sainte-Trinité de Gavray                                                                        |
| Église Saint-Pierre de La Haye-Comtesse                                                                | Gavray-sur-Sienne              |         | 48° 55′ 13″ nord, 1° 16′ 42″ ouest |                |            |      | Église Saint-Pierre de La Haye-Comtesse                                                                |
| Église Saint-Jean-Baptiste du Mesnil-Bonant                                                            | Gavray-sur-Sienne              |         | 48° 53′ 59″ nord, 1° 17′ 57″ ouest |                |            |      | Église Saint-Jean-Baptiste du Mesnil-Bonant                                                            |
| Église Saint-Samson de Geffosses                                                                       | Geffosses                      |         | 49° 07′ 49″ nord, 1° 33′ 33″ ouest |                |            |      | Église Saint-Samson de Geffosses                                                                       |
| Église Notre-Dame de Genêts                                                                            | Genêts                         |         | 48° 41′ 07″ nord, 1° 28′ 42″ ouest | « PA00110407 » |            |      | Église Notre-Dame de Genêts                                                                            |
| Église Saint-Matthieu de Ger                                                                           | Ger                            |         | 48° 40′ 58″ nord, 0° 47′ 16″ ouest |                |            |      | Église Saint-Matthieu de Ger                                                                           |
| Église Saint-Martin de Golleville                                                                      | Golleville                     |         | 49° 26′ 09″ nord, 1° 31′ 01″ ouest |                |            |      | Église Saint-Martin de Golleville                                                                      |
| Église Saint-Manvieu de Gonfreville                                                                    | Gonfreville                    |         | 49° 14′ 21″ nord, 1° 23′ 37″ ouest | « IA50000402 » |            |      | Église Saint-Manvieu de Gonfreville                                                                    |
| Église Saint-Martin de Gonneville                                                                      | Gonneville                     |         | 49° 38′ 17″ nord, 1° 27′ 56″ ouest | « PA00110412 » |            |      | Église Saint-Martin de Gonneville                                                                      |
| Église Sainte-Marguerite du Theil                                                                      | Gonneville-Le Theil            |         | 49° 36′ 32″ nord, 1° 28′ 25″ ouest |                |            |      | Église Sainte-Marguerite du Theil                                                                      |
| Église de la Nativité-de-Notre-Dame de Gorges                                                          | Gorges                         |         | 49° 15′ 23″ nord, 1° 24′ 27″ ouest | « IA50000432 » |            |      | Église de la Nativité-de-Notre-Dame de Gorges                                                          |
| Église Notre-Dame de Gouberville                                                                       | Gouberville                    |         | 49° 41′ 10″ nord, 1° 19′ 21″ ouest | « PA00110413 » |            |      | Église Notre-Dame de Gouberville                                                                       |
| Église Sainte-Marthe de Gouvets                                                                        | Gouvets                        |         | 48° 55′ 56″ nord, 1° 05′ 44″ ouest |                |            |      | Église Sainte-Marthe de Gouvets                                                                        |
| Église Saint-Malo de Gouville-sur-Mer                                                                  | Gouville-sur-Mer               |         | 49° 05′ 52″ nord, 1° 34′ 51″ ouest |                |            |      | Église Saint-Malo de Gouville-sur-Mer                                                                  |
| Église Saint-Jean-Baptiste de Servigny                                                                 | Gouville-sur-Mer               |         | 49° 05′ 37″ nord, 1° 28′ 24″ ouest |                |            |      | Église Saint-Jean-Baptiste de Servigny                                                                 |
| Église Saint-Samson d'Anneville-sur-Mer                                                                | Gouville-sur-Mer               |         | 49° 07′ 07″ nord, 1° 34′ 50″ ouest |                |            |      | Église Saint-Samson d'Anneville-sur-Mer                                                                |
| Église Saint-Martin de Montsurvent                                                                     | Gouville-sur-Mer               |         | 49° 06′ 55″ nord, 1° 29′ 55″ ouest |                |            |      | Église Saint-Martin de Montsurvent                                                                     |
| Église Saint-Nicolas de Village Gouix                                                                  | Gouville-sur-Mer               |         | 49° 05′ 22″ nord, 1° 32′ 46″ ouest |                |            |      | Église Saint-Nicolas de Village Gouix                                                                  |
| Église Saint-Ouen de Linverville                                                                       | Gouville-sur-Mer               |         | 49° 05′ 27″ nord, 1° 35′ 05″ ouest |                |            |      | Église Saint-Ouen de Linverville                                                                       |
| Église Saint-Michel de Graignes                                                                        | Graignes-Mesnil-Angot          |         | 49° 14′ 16″ nord, 1° 12′ 04″ ouest | « PA50000032 » |            |      | Église Saint-Michel de Graignes                                                                        |
| Ancienne église Saint-Michel de Graignes                                                               | Graignes-Mesnil-Angot          |         | 49° 14′ 39″ nord, 1° 12′ 21″ ouest |                |            |      | Ancienne église Saint-Michel de Graignes                                                               |
| Église Saint-Martin du Mesnil-Angot                                                                    | Graignes-Mesnil-Angot          |         | 49° 13′ 28″ nord, 1° 11′ 50″ ouest |                |            |      | Église Saint-Martin du Mesnil-Angot                                                                    |
| Église Saint-Martin de Martigny                                                                        | Grandparigny                   |         | 48° 36′ 48″ nord, 1° 06′ 29″ ouest | « PA00110447 » |            |      | Église Saint-Martin de Martigny                                                                        |
| Église Notre-Dame de Parigny                                                                           | Grandparigny                   |         | 48° 35′ 38″ nord, 1° 04′ 47″ ouest |                |            |      | Église Notre-Dame de Parigny                                                                           |
| Église Notre-Dame-de-l'Assomption de Chèvreville                                                       | Grandparigny                   |         | 48° 36′ 53″ nord, 1° 02′ 51″ ouest |                |            |      | Église Notre-Dame-de-l'Assomption de Chèvreville                                                       |
| Église Saint-Pierre de Milly                                                                           | Grandparigny                   |         | 48° 35′ 58″ nord, 1° 01′ 10″ ouest |                |            |      | Église Saint-Pierre de Milly                                                                           |
| Église Notre-Dame du Cap Lihou                                                                         | Granville                      |         | 48° 50′ 11″ nord, 1° 36′ 20″ ouest | « PA00110418 » |            |      | Église Notre-Dame du Cap Lihou                                                                         |
| Église Saint-Paul de Granville                                                                         | Granville                      |         | 48° 50′ 12″ nord, 1° 35′ 38″ ouest |                |            |      | Église Saint-Paul de Granville                                                                         |
| Église Saint-Nicolas de Granville                                                                      | Granville                      |         | 48° 50′ 02″ nord, 1° 34′ 04″ ouest |                |            |      | Église Saint-Nicolas de Granville                                                                      |
| Église Notre-Dame de Gratot                                                                            | Gratot                         |         | 49° 04′ 02″ nord, 1° 29′ 26″ ouest | « PA00110423 » |            |      | Église Notre-Dame de Gratot                                                                            |
| Église Notre-Dame-de-l'Assomption du Homméel                                                           | Gratot                         |         | 49° 04′ 09″ nord, 1° 30′ 11″ ouest |                |            |      | Église Notre-Dame-de-l'Assomption du Homméel                                                           |
| Église Saint-Pierre de Grimesnil                                                                       | Grimesnil                      |         | 48° 57′ 15″ nord, 1° 21′ 02″ ouest |                |            |      | Église Saint-Pierre de Grimesnil                                                                       |
| Église Saint-Martin de Grosville                                                                       | Grosville                      |         | 49° 30′ 35″ nord, 1° 44′ 32″ ouest |                |            |      | Église Saint-Martin de Grosville                                                                       |
| Église Saint-Pierre d'Hambye                                                                           | Hambye                         |         | 48° 56′ 36″ nord, 1° 16′ 44″ ouest |                |            |      | Église Saint-Pierre d'Hambye                                                                           |
| Église Saint-Martin d'Hamelin                                                                          | Hamelin                        |         | 48° 32′ 37″ nord, 1° 12′ 29″ ouest |                |            |      | Église Saint-Martin d'Hamelin                                                                          |
| Église Saint-Barthélemy d'Hardinvast                                                                   | Hardinvast                     |         | 49° 34′ 42″ nord, 1° 38′ 53″ ouest |                |            |      | Église Saint-Barthélemy d'Hardinvast                                                                   |
| Église Notre-Dame-de-l'Assomption d'Hauteville-la-Guichard                                             | Hauteville-la-Guichard         |         | 49° 07′ 35″ nord, 1° 18′ 07″ ouest |                |            |      | Église Notre-Dame-de-l'Assomption d'Hauteville-la-Guichard                                             |
| Église de la Vierge-Marie-en-son-Assomption d'Hauteville-sur-Mer                                       | Hauteville-sur-Mer             |         | 48° 58′ 39″ nord, 1° 32′ 31″ ouest |                |            |      | Église de la Vierge-Marie-en-son-Assomption d'Hauteville-sur-Mer                                       |
| Église Notre-Dame de Village de l'église                                                               | Hautteville-Bocage             |         | 49° 25′ 33″ nord, 1° 27′ 58″ ouest |                |            |      | Église Notre-Dame de Village de l'église                                                               |
| Église Saint-Pierre d'Helleville                                                                       | Helleville                     |         | 49° 33′ 19″ nord, 1° 47′ 05″ ouest |                |            |      | Église Saint-Pierre d'Helleville                                                                       |
| Église Saint-Pierre d'Heugueville-sur-Sienne                                                           | Heugueville-sur-Sienne         |         | 49° 02′ 06″ nord, 1° 31′ 28″ ouest |                |            |      | Église Saint-Pierre d'Heugueville-sur-Sienne                                                           |
| Église Saints-Côme-et-Damien d'Hiesville                                                               | Hiesville                      |         | 49° 22′ 18″ nord, 1° 15′ 51″ ouest |                |            |      | Église Saints-Côme-et-Damien d'Hiesville                                                               |
| Église Saint-Pierre d'Hocquigny                                                                        | Hocquigny                      |         | 48° 48′ 48″ nord, 1° 24′ 32″ ouest |                |            |      | Église Saint-Pierre d'Hocquigny                                                                        |
| Église Saint-Pierre-ès-Liens d'Huberville                                                              | Huberville                     |         | 49° 31′ 02″ nord, 1° 25′ 43″ ouest |                |            |      | Église Saint-Pierre-ès-Liens d'Huberville                                                              |
| Église Notre-Dame d'Hudimesnil                                                                         | Hudimesnil                     |         | 48° 51′ 44″ nord, 1° 29′ 38″ ouest |                |            |      | Église Notre-Dame d'Hudimesnil                                                                         |
| Église Saint-Pierre d'Huisnes-sur-Mer                                                                  | Huisnes-sur-Mer                |         | 48° 36′ 29″ nord, 1° 27′ 05″ ouest |                |            |      | Église Saint-Pierre d'Huisnes-sur-Mer                                                                  |
| Église Saint-Germain d'Héauville                                                                       | Héauville                      |         | 49° 34′ 56″ nord, 1° 48′ 02″ ouest |                |            |      | Église Saint-Germain d'Héauville                                                                       |
| Église Notre-Dame-de-l'Assomption de Hémevez                                                           | Hémevez                        |         | 49° 27′ 33″ nord, 1° 26′ 10″ ouest |                |            |      | Église Notre-Dame-de-l'Assomption de Hémevez                                                           |
| Église Saint-Martin des Biards                                                                         | Isigny-le-Buat                 |         | 48° 35′ 01″ nord, 1° 11′ 09″ ouest | « PA00110434 » |            |      | Église Saint-Martin des Biards                                                                         |
| Église Notre-Dame de Montgothier                                                                       | Isigny-le-Buat                 |         | 48° 38′ 35″ nord, 1° 11′ 35″ ouest |                |            |      | Église Notre-Dame de Montgothier                                                                       |
| Église Notre-Dame de Montigny                                                                          | Isigny-le-Buat                 |         | 48° 38′ 46″ nord, 1° 07′ 28″ ouest |                |            |      | Église Notre-Dame de Montigny                                                                          |
| Église Saint-Brice du Mesnil-Bœufs                                                                     | Isigny-le-Buat                 |         | 48° 37′ 39″ nord, 1° 08′ 59″ ouest |                |            |      | Église Saint-Brice du Mesnil-Bœufs                                                                     |
| Église Saint-Jean du Buat                                                                              | Isigny-le-Buat                 |         | 48° 38′ 07″ nord, 1° 10′ 34″ ouest |                |            |      | Église Saint-Jean du Buat                                                                              |
| Église Notre-Dame de Vezins                                                                            | Isigny-le-Buat                 |         | 48° 35′ 41″ nord, 1° 13′ 32″ ouest |                |            |      | Église Notre-Dame de Vezins                                                                            |
| Église Saint-Martin de Chalandrey                                                                      | Isigny-le-Buat                 |         | 48° 37′ 00″ nord, 1° 13′ 03″ ouest |                |            |      | Église Saint-Martin de Chalandrey                                                                      |
| Église Saint-Martin d'Isigny                                                                           | Isigny-le-Buat                 |         | 48° 36′ 33″ nord, 1° 10′ 04″ ouest |                |            |      | Église Saint-Martin d'Isigny                                                                           |
| Église Saint-Pierre de la Mancellière                                                                  | Isigny-le-Buat                 |         | 48° 38′ 33″ nord, 1° 10′ 01″ ouest |                |            |      | Église Saint-Pierre de la Mancellière                                                                  |
| Église Saint-Pierre de Naftel                                                                          | Isigny-le-Buat                 |         | 48° 36′ 35″ nord, 1° 07′ 56″ ouest |                |            |      | Église Saint-Pierre de Naftel                                                                          |
| Église Saint-Pierre du Mesnil Thébault                                                                 | Isigny-le-Buat                 |         | 48° 36′ 42″ nord, 1° 11′ 37″ ouest |                |            |      | Église Saint-Pierre du Mesnil Thébault                                                                 |
| Église Saint-Vigor de Joganville                                                                       | Joganville                     |         | 49° 28′ 13″ nord, 1° 20′ 55″ ouest |                |            |      | Église Saint-Vigor de Joganville                                                                       |
| Église Saint-Martin de Juilley                                                                         | Juilley                        |         | 48° 35′ 58″ nord, 1° 20′ 37″ ouest |                |            |      | Église Saint-Martin de Juilley                                                                         |
| Église Notre-Dame-de-la-Baie de Jullouville                                                            | Jullouville                    |         | 48° 46′ 26″ nord, 1° 33′ 47″ ouest |                |            |      | Église Notre-Dame-de-la-Baie de Jullouville                                                            |
| Église Saint-Jean-Baptiste de Bouillon                                                                 | Jullouville                    |         | 48° 46′ 26″ nord, 1° 32′ 54″ ouest |                |            |      | Église Saint-Jean-Baptiste de Bouillon                                                                 |
| Église Saint-Michel de Saint-Michel-des-Loups                                                          | Jullouville                    |         | 48° 45′ 45″ nord, 1° 31′ 49″ ouest |                |            |      | Église Saint-Michel de Saint-Michel-des-Loups                                                          |
| Église Saint-Martin de Bellefontaine                                                                   | Juvigny les Vallées            |         | 48° 41′ 19″ nord, 0° 58′ 32″ ouest |                |            |      | Église Saint-Martin de Bellefontaine                                                                   |
| Église de la Nativité-de-Notre-Dame de Juvigny-le-Tertre                                               | Juvigny les Vallées            |         | 48° 40′ 35″ nord, 1° 01′ 16″ ouest |                |            |      | Église de la Nativité-de-Notre-Dame de Juvigny-le-Tertre                                               |
| Église de l'Assomption de Chérencé-le-Roussel                                                          | Juvigny les Vallées            |         | 48° 42′ 32″ nord, 1° 01′ 06″ ouest |                |            |      | Église de l'Assomption de Chérencé-le-Roussel                                                          |
| Église Saint-Jean-Baptiste de Chasseguey                                                               | Juvigny les Vallées            |         | 48° 38′ 51″ nord, 1° 04′ 43″ ouest |                |            |      | Église Saint-Jean-Baptiste de Chasseguey                                                               |
| Église Saint-Jean-Baptiste du Mesnil-Tôve                                                              | Juvigny les Vallées            |         | 48° 42′ 04″ nord, 1° 01′ 23″ ouest |                |            |      | Église Saint-Jean-Baptiste du Mesnil-Tôve                                                              |
| Église Saint-Martin de La Bazoge                                                                       | Juvigny les Vallées            |         | 48° 38′ 47″ nord, 1° 01′ 43″ ouest |                |            |      | Église Saint-Martin de La Bazoge                                                                       |
| Église Saint-Martin du Mesnil-Rainfray                                                                 | Juvigny les Vallées            |         | 48° 40′ 01″ nord, 1° 03′ 22″ ouest |                |            |      | Église Saint-Martin du Mesnil-Rainfray                                                                 |
| Église Saint-Siméon-Stylite de L'Étang-Bertrand                                                        | L'Étang-Bertrand               |         | 49° 28′ 03″ nord, 1° 33′ 37″ ouest |                |            |      | Église Saint-Siméon-Stylite de L'Étang-Bertrand                                                        |
| Église Saint-Pierre de La Baleine                                                                      | La Baleine                     |         | 48° 55′ 28″ nord, 1° 19′ 02″ ouest |                |            |      | Église Saint-Pierre de La Baleine                                                                      |
| Église Saint-Ébremond de La Barre-de-Semilly                                                           | La Barre-de-Semilly            |         | 49° 06′ 44″ nord, 1° 02′ 05″ ouest | « PA00110332 » |            |      | Église Saint-Ébremond de La Barre-de-Semilly                                                           |
| Église Notre-Dame de La Bloutière                                                                      | La Bloutière                   |         | 48° 52′ 32″ nord, 1° 14′ 21″ ouest |                |            |      | Église Notre-Dame de La Bloutière                                                                      |
| Église Saint-Sébastien de La Bonneville                                                                | La Bonneville                  |         | 49° 23′ 36″ nord, 1° 27′ 16″ ouest |                |            |      | Église Saint-Sébastien de La Bonneville                                                                |
| Église Saint-Ouen de La Chaise-Baudouin                                                                | La Chaise-Baudouin             |         | 48° 45′ 56″ nord, 1° 14′ 12″ ouest |                |            |      | Église Saint-Ouen de La Chaise-Baudouin                                                                |
| Église Saint-Cyr-et-Sainte-Julitte de La Chapelle-Cécelin                                              | La Chapelle-Cécelin            |         | 48° 48′ 37″ nord, 1° 09′ 43″ ouest |                |            |      | Église Saint-Cyr-et-Sainte-Julitte de La Chapelle-Cécelin                                              |
| Église Notre-Dame-de-l'Assomption de La Chapelle-Urée                                                  | La Chapelle-Urée               |         | 48° 40′ 02″ nord, 1° 09′ 02″ ouest |                |            |      | Église Notre-Dame-de-l'Assomption de La Chapelle-Urée                                                  |
| Église Notre-Dame de La Colombe                                                                        | La Colombe                     |         | 48° 52′ 27″ nord, 1° 10′ 53″ ouest |                |            |      | Église Notre-Dame de La Colombe                                                                        |
| Église Saint-Nicolas de La Feuillie                                                                    | La Feuillie                    |         | 49° 10′ 37″ nord, 1° 28′ 44″ ouest |                |            |      | Église Saint-Nicolas de La Feuillie                                                                    |
| Église Saint-Michel des Terres Rouges                                                                  | La Glacerie                    |         | 49° 36′ 48″ nord, 1° 36′ 05″ ouest |                |            |      | Image manquante Téléverser                                                                             |
| Église Notre-Dame de La Godefroy                                                                       | La Godefroy                    |         | 48° 41′ 21″ nord, 1° 17′ 27″ ouest |                |            |      | Église Notre-Dame de La Godefroy                                                                       |
| Église Saint-Jean-Baptiste d'Omonville-la-Rogue                                                        | La Hague                       |         | 49° 42′ 09″ nord, 1° 50′ 41″ ouest | « PA00110529 » |            |      | Église Saint-Jean-Baptiste d'Omonville-la-Rogue                                                        |
| Église Sainte-Colombe de Gréville-Hague                                                                | La Hague                       |         | 49° 40′ 30″ nord, 1° 48′ 02″ ouest | « PA00110424 » |            |      | Église Sainte-Colombe de Gréville-Hague                                                                |
| Église Notre-Dame de Jobourg                                                                           | La Hague                       |         | 49° 41′ 02″ nord, 1° 54′ 16″ ouest | « PA00110436 » |            |      | Église Notre-Dame de Jobourg                                                                           |
| Église Saint-Germain de Saint-Germain-des-Vaux                                                         | La Hague                       |         | 49° 42′ 29″ nord, 1° 54′ 32″ ouest | « PA00110569 » |            |      | Église Saint-Germain de Saint-Germain-des-Vaux                                                         |
| Église Saint-Martin de Tonneville                                                                      | La Hague                       |         | 49° 38′ 38″ nord, 1° 42′ 52″ ouest |                |            |      | Église Saint-Martin de Tonneville                                                                      |
| Église Saint-Gilles d'Auderville                                                                       | La Hague                       |         | 49° 42′ 40″ nord, 1° 55′ 56″ ouest |                |            |      | Église Saint-Gilles d'Auderville                                                                       |
| Église Notre-Dame de Branville-Hague                                                                   | La Hague                       |         | 49° 39′ 19″ nord, 1° 47′ 08″ ouest |                |            |      | Église Notre-Dame de Branville-Hague                                                                   |
| Église de l'Assomption d'Acqueville                                                                    | La Hague                       |         | 49° 36′ 36″ nord, 1° 44′ 58″ ouest |                |            |      | Église de l'Assomption d'Acqueville                                                                    |
| Église Notre-Dame de Beaumont-Hague                                                                    | La Hague                       |         | 49° 39′ 45″ nord, 1° 50′ 22″ ouest |                |            |      | Église Notre-Dame de Beaumont-Hague                                                                    |
| Église Notre-Dame d'Urville-Nacqueville                                                                | La Hague                       |         | 49° 40′ 25″ nord, 1° 44′ 29″ ouest |                |            |      | Église Notre-Dame d'Urville-Nacqueville                                                                |
| Église Notre-Dame de Vasteville                                                                        | La Hague                       |         | 49° 35′ 43″ nord, 1° 46′ 22″ ouest |                |            |      | Église Notre-Dame de Vasteville                                                                        |
| Église Sainte-Croix de Sainte-Croix-Hague                                                              | La Hague                       |         | 49° 38′ 14″ nord, 1° 46′ 31″ ouest |                |            |      | Église Sainte-Croix de Sainte-Croix-Hague                                                              |
| Église Saint-Martin de Vauville                                                                        | La Hague                       |         | 49° 38′ 10″ nord, 1° 50′ 43″ ouest |                |            |      | Église Saint-Martin de Vauville                                                                        |
| Église Saint-Martin d'Éculleville                                                                      | La Hague                       |         | 49° 40′ 54″ nord, 1° 49′ 07″ ouest |                |            |      | Église Saint-Martin d'Éculleville                                                                      |
| Église Saint-Martin d'Omonville-la-Petite                                                              | La Hague                       |         | 49° 41′ 59″ nord, 1° 52′ 58″ ouest |                |            |      | Église Saint-Martin d'Omonville-la-Petite                                                              |
| Église Saint-Michel de Herqueville                                                                     | La Hague                       |         | 49° 40′ 04″ nord, 1° 52′ 35″ ouest |                |            |      | Église Saint-Michel de Herqueville                                                                     |
| Église Saint-Paterne de Digulleville                                                                   | La Hague                       |         | 49° 41′ 46″ nord, 1° 51′ 17″ ouest |                |            |      | Église Saint-Paterne de Digulleville                                                                   |
| Église Saint-Pierre de Flottemanville-Hague                                                            | La Hague                       |         | 49° 37′ 19″ nord, 1° 43′ 21″ ouest |                |            |      | Église Saint-Pierre de Flottemanville-Hague                                                            |
| Ancienne église Saint-Martin de La Hague                                                               | La Hague                       |         | 49° 40′ 29″ nord, 1° 44′ 37″ ouest |                |            |      | Image manquante Téléverser                                                                             |
| Église Saint-Symphorien de Saint-Symphorien-le-Valois                                                  | La Hague                       |         | 49° 17′ 27″ nord, 1° 32′ 40″ ouest |                |            |      | Église Saint-Symphorien de Saint-Symphorien-le-Valois                                                  |
| Église de l'Assomption de Montgardon                                                                   | La Hague                       |         | 49° 16′ 50″ nord, 1° 34′ 24″ ouest |                |            |      | Église de l'Assomption de Montgardon                                                                   |
| Église Notre-Dame-de-l'Assomption de Surville                                                          | La Hague                       |         | 49° 16′ 43″ nord, 1° 39′ 20″ ouest |                |            |      | Église Notre-Dame-de-l'Assomption de Surville                                                          |
| Église Saint-Aubin de Mobecq                                                                           | La Hague                       |         | 49° 16′ 22″ nord, 1° 30′ 55″ ouest |                |            |      | Église Saint-Aubin de Mobecq                                                                           |
| Église Sainte-Marguerite de Baudreville                                                                | La Hague                       |         | 49° 18′ 18″ nord, 1° 37′ 54″ ouest |                |            |      | Église Sainte-Marguerite de Baudreville                                                                |
| Église Saint-Jean-l'Évangéliste de La Haye                                                             | La Hague                       |         | 49° 17′ 28″ nord, 1° 32′ 40″ ouest |                |            |      | Église Saint-Jean-l'Évangéliste de La Haye                                                             |
| Église Saint-Pierre de Bolleville                                                                      | La Hague                       |         | 49° 18′ 06″ nord, 1° 34′ 26″ ouest |                |            |      | Église Saint-Pierre de Bolleville                                                                      |
| Église Saint-Pierre de Glatigny                                                                        | La Hague                       |         | 49° 16′ 37″ nord, 1° 37′ 45″ ouest |                |            |      | Église Saint-Pierre de Glatigny                                                                        |
| Église Saint-Remi de Saint-Rémy-des-Landes                                                             | La Hague                       |         | 49° 17′ 26″ nord, 1° 38′ 21″ ouest |                |            |      | Église Saint-Remi de Saint-Rémy-des-Landes                                                             |
| Église Saint-Nicolas de La Haye-Bellefond                                                              | La Haye-Bellefond              |         | 48° 59′ 02″ nord, 1° 11′ 04″ ouest |                |            |      | Église Saint-Nicolas de La Haye-Bellefond                                                              |
| Église Sainte-Marie-Madeleine de La Haye-Pesnel                                                        | La Haye-Pesnel                 |         | 48° 47′ 41″ nord, 1° 23′ 46″ ouest |                |            |      | Église Sainte-Marie-Madeleine de La Haye-Pesnel                                                        |
| Église Notre-Dame-de-l'Assomption de La Haye-d'Ectot                                                   | La Haye-d'Ectot                |         | 49° 23′ 24″ nord, 1° 44′ 11″ ouest |                |            |      | Église Notre-Dame-de-l'Assomption de La Haye-d'Ectot                                                   |
| Église Saint-Martin de La Lande-d'Airou                                                                | La Lande-d'Airou               |         | 48° 49′ 04″ nord, 1° 16′ 40″ ouest | « PA00110437 » |            |      | Église Saint-Martin de La Lande-d'Airou                                                                |
| Église Notre-Dame de La Lucerne-d'Outremer                                                             | La Lucerne-d'Outremer          |         | 48° 47′ 01″ nord, 1° 25′ 40″ ouest |                |            |      | Église Notre-Dame de La Lucerne-d'Outremer                                                             |
| Église Saint-Pierre de La Luzerne                                                                      | La Luzerne                     |         | 49° 08′ 22″ nord, 1° 02′ 59″ ouest |                |            |      | Église Saint-Pierre de La Luzerne                                                                      |
| Église Saint-Martin de La Meauffe                                                                      | La Meauffe                     |         | 49° 10′ 42″ nord, 1° 06′ 37″ ouest |                |            |      | Église Saint-Martin de La Meauffe                                                                      |
| Église Saint-Martin de La Meurdraquière                                                                | La Meurdraquière               |         | 48° 50′ 58″ nord, 1° 24′ 29″ ouest | « PA50000036 » |            |      | Église Saint-Martin de La Meurdraquière                                                                |
| Église Saint-Martin de La Mouche                                                                       | La Mouche                      |         | 48° 47′ 36″ nord, 1° 20′ 57″ ouest |                |            |      | Église Saint-Martin de La Mouche                                                                       |
| Église Sainte-Pétronille de La Pernelle                                                                | La Pernelle                    |         | 49° 37′ 09″ nord, 1° 17′ 55″ ouest | « PA00110534 » |            |      | Église Sainte-Pétronille de La Pernelle                                                                |
| Église de la Sainte-Trinité de La Trinité                                                              | La Trinité                     |         | 48° 47′ 27″ nord, 1° 14′ 06″ ouest |                |            |      | Église de la Sainte-Trinité de La Trinité                                                              |
| Église Saint-Sébastien de La Vendelée                                                                  | La Vendelée                    |         | 49° 04′ 53″ nord, 1° 27′ 48″ ouest |                |            |      | Église Saint-Sébastien de La Vendelée                                                                  |
| Église Saint-Jean de Lamberville                                                                       | Lamberville                    |         | 49° 05′ 07″ nord, 0° 54′ 28″ ouest |                |            |      | Église Saint-Jean de Lamberville                                                                       |
| Église Saint-Ouen de Lapenty                                                                           | Lapenty                        |         | 48° 34′ 43″ nord, 1° 00′ 26″ ouest |                |            |      | Église Saint-Ouen de Lapenty                                                                           |
| Église Saint-Cyr-et-Sainte-Julitte de Laulne                                                           | Laulne                         |         | 49° 14′ 58″ nord, 1° 28′ 17″ ouest | « EA50000013 » |            |      | Église Saint-Cyr-et-Sainte-Julitte de Laulne                                                           |
| Église Saint-Martin du Dézert                                                                          | Le Dézert                      |         | 49° 12′ 17″ nord, 1° 09′ 56″ ouest |                |            |      | Église Saint-Martin du Dézert                                                                          |
| Église Saint-Jean-Baptiste du Fresne-Poret                                                             | Le Fresne-Poret                |         | 48° 42′ 37″ nord, 0° 49′ 46″ ouest |                |            |      | Église Saint-Jean-Baptiste du Fresne-Poret                                                             |
| Église Saint-Médard du Grand-Celland                                                                   | Le Grand-Celland               |         | 48° 40′ 52″ nord, 1° 11′ 09″ ouest |                |            |      | Église Saint-Médard du Grand-Celland                                                                   |
| Église Sainte-Trinité des Chambres                                                                     | Le Grippon                     |         | 48° 45′ 57″ nord, 1° 23′ 20″ ouest |                |            |      | Église Sainte-Trinité des Chambres                                                                     |
| Église Saint-Martin de Champcervon                                                                     | Le Grippon                     |         | 48° 46′ 35″ nord, 1° 23′ 43″ ouest |                |            |      | Église Saint-Martin de Champcervon                                                                     |
| Église Saint-Pierre du Guislain                                                                        | Le Guislain                    |         | 48° 58′ 19″ nord, 1° 13′ 42″ ouest |                |            |      | Église Saint-Pierre du Guislain                                                                        |
| Église Saint-Pierre du Ham                                                                             | Le Ham                         |         | 49° 27′ 01″ nord, 1° 25′ 00″ ouest | « PA00110426 » |            |      | Église Saint-Pierre du Ham                                                                             |
| Église Notre-Dame du Loreur                                                                            | Le Loreur                      |         | 48° 52′ 08″ nord, 1° 25′ 52″ ouest |                |            |      | Église Notre-Dame du Loreur                                                                            |
| Église Saint-Martin du Lorey                                                                           | Le Lorey                       |         | 49° 05′ 37″ nord, 1° 18′ 27″ ouest |                |            |      | Église Saint-Martin du Lorey                                                                           |
| Église Saint-Pierre-Saint-Paul du Luot                                                                 | Le Luot                        |         | 48° 45′ 22″ nord, 1° 19′ 03″ ouest |                |            |      | Église Saint-Pierre-Saint-Paul du Luot                                                                 |
| Église Saint-Martin du Mesnil                                                                          | Le Mesnil                      |         | 49° 22′ 09″ nord, 1° 41′ 40″ ouest |                |            |      | Église Saint-Martin du Mesnil                                                                          |
| Église Saint-Blaise du Mesnil-Adelée                                                                   | Le Mesnil-Adelée               |         | 48° 42′ 04″ nord, 1° 04′ 28″ ouest |                |            |      | Église Saint-Blaise du Mesnil-Adelée                                                                   |
| Église Notre-Dame-de-l'Assomption du Mesnil-Amey                                                       | Le Mesnil-Amey                 |         | 49° 06′ 23″ nord, 1° 12′ 30″ ouest |                |            |      | Église Notre-Dame-de-l'Assomption du Mesnil-Amey                                                       |
| Église Saint-Pierre du Mesnil-Aubert                                                                   | Le Mesnil-Aubert               |         | 48° 56′ 45″ nord, 1° 24′ 48″ ouest | « PA00110650 » |            |      | Église Saint-Pierre du Mesnil-Aubert                                                                   |
| Église Saint-Pierre du Mesnil-Eury                                                                     | Le Mesnil-Eury                 |         | 49° 09′ 03″ nord, 1° 14′ 08″ ouest |                |            |      | Église Saint-Pierre du Mesnil-Eury                                                                     |
| Église Sainte-Anne du Mesnil-Garnier                                                                   | Le Mesnil-Garnier              |         | 48° 51′ 53″ nord, 1° 18′ 32″ ouest |                |            |      | Église Sainte-Anne du Mesnil-Garnier                                                                   |
| Église Notre-Dame-de-l'Assomption du Mesnil-Gilbert                                                    | Le Mesnil-Gilbert              |         | 48° 42′ 53″ nord, 1° 03′ 51″ ouest |                |            |      | Église Notre-Dame-de-l'Assomption du Mesnil-Gilbert                                                    |
| Église Saint-Martin du Mesnil-Ozenne                                                                   | Le Mesnil-Ozenne               |         | 48° 39′ 58″ nord, 1° 13′ 56″ ouest |                |            |      | Église Saint-Martin du Mesnil-Ozenne                                                                   |
| Église Notre-Dame-de-l'Assomption du Mesnil-Rouxelin                                                   | Le Mesnil-Rouxelin             |         | 49° 08′ 51″ nord, 1° 05′ 16″ ouest |                |            |      | Église Notre-Dame-de-l'Assomption du Mesnil-Rouxelin                                                   |
| Église Saint-Pierre du Mesnil-Villeman                                                                 | Le Mesnil-Villeman             |         | 48° 51′ 53″ nord, 1° 19′ 40″ ouest |                |            |      | Église Saint-Pierre du Mesnil-Villeman                                                                 |
| Église Notre-Dame de Dragueville                                                                       | Le Mesnil-Villeman             |         | 48° 51′ 13″ nord, 1° 21′ 16″ ouest |                |            |      | Église Notre-Dame de Dragueville                                                                       |
| Église Saint-Pierre du Mesnil-Véneron                                                                  | Le Mesnil-Véneron              |         | 49° 13′ 34″ nord, 1° 09′ 53″ ouest |                |            |      | Église Saint-Pierre du Mesnil-Véneron                                                                  |
| Église Notre-Dame-de-l'Assomption du Mesnil-au-Val                                                     | Le Mesnil-au-Val               |         | 49° 36′ 17″ nord, 1° 31′ 32″ ouest |                |            |      | Église Notre-Dame-de-l'Assomption du Mesnil-au-Val                                                     |
| Église Saint-Michel du Mesnillard                                                                      | Le Mesnillard                  |         | 48° 37′ 38″ nord, 1° 04′ 19″ ouest |                |            |      | Église Saint-Michel du Mesnillard                                                                      |
| Église Saint-Pierre du Mont-Saint-Michel                                                               | Le Mont-Saint-Michel           |         | 48° 38′ 10″ nord, 1° 30′ 36″ ouest | « PA00110465 » |            |      | Église Saint-Pierre du Mont-Saint-Michel                                                               |
| Église abbatiale Saint-Michel du Mont-Saint-Michel                                                     | Le Mont-Saint-Michel           |         | 48° 38′ 09″ nord, 1° 30′ 42″ ouest |                |            |      | Église abbatiale Saint-Michel du Mont-Saint-Michel                                                     |
| Église Saint-Hilaire du Neufbourg                                                                      | Le Neufbourg                   |         | 48° 39′ 11″ nord, 0° 56′ 47″ ouest |                |            |      | Église Saint-Hilaire du Neufbourg                                                                      |
| Église Notre-Dame de Sainte-Pience                                                                     | Le Parc                        |         | 48° 45′ 31″ nord, 1° 17′ 57″ ouest |                |            |      | Église Notre-Dame de Sainte-Pience                                                                     |
| Église Saint-Martin de Braffais                                                                        | Le Parc                        |         | 48° 45′ 22″ nord, 1° 15′ 44″ ouest |                |            |      | Église Saint-Martin de Braffais                                                                        |
| Église Saint-Martin de Plomb                                                                           | Le Parc                        |         | 48° 43′ 49″ nord, 1° 18′ 05″ ouest |                |            |      | Église Saint-Martin de Plomb                                                                           |
| Église de la Visitation du Perron                                                                      | Le Perron                      |         | 49° 03′ 07″ nord, 0° 54′ 07″ ouest |                |            |      | Église de la Visitation du Perron                                                                      |
| Église Saint-Ouen du Petit-Celland                                                                     | Le Petit-Celland               |         | 48° 41′ 49″ nord, 1° 12′ 39″ ouest |                |            |      | Église Saint-Ouen du Petit-Celland                                                                     |
| Église Saint-Jean-Baptiste de Beau-Coudray                                                             | Le Plessis-Lastelle            |         | 49° 16′ 51″ nord, 1° 25′ 32″ ouest | « IA50000422 » |            |      | Église Saint-Jean-Baptiste de Beau-Coudray                                                             |
| Église Saint-Sébastien de Lastelle                                                                     | Le Plessis-Lastelle            |         | 49° 16′ 22″ nord, 1° 27′ 22″ ouest | « IA50000414 » |            |      | Église Saint-Sébastien de Lastelle                                                                     |
| Église Saint-Pierre du Rozel                                                                           | Le Rozel                       |         | 49° 29′ 17″ nord, 1° 49′ 44″ ouest |                |            |      | Église Saint-Pierre du Rozel                                                                           |
| Église Notre-Dame du Tanu                                                                              | Le Tanu                        |         | 48° 48′ 57″ nord, 1° 20′ 45″ ouest |                |            |      | Église Notre-Dame du Tanu                                                                              |
| Église Saint-Jean-Baptiste de Noirpalu                                                                 | Le Tanu                        |         | 48° 47′ 31″ nord, 1° 19′ 54″ ouest |                |            |      | Église Saint-Jean-Baptiste de Noirpalu                                                                 |
| Église Saint-Patrice du Teilleul                                                                       | Le Teilleul                    |         | 48° 32′ 20″ nord, 0° 52′ 29″ ouest | « PA50000044 » |            |      | Église Saint-Patrice du Teilleul                                                                       |
| Église Saint-Pierre d'Husson                                                                           | Le Teilleul                    |         | 48° 34′ 11″ nord, 0° 53′ 33″ ouest |                |            |      | Église Saint-Pierre d'Husson                                                                           |
| Église Saint-Pierre de Heussé                                                                          | Le Teilleul                    |         | 48° 30′ 25″ nord, 0° 54′ 04″ ouest |                |            |      | Église Saint-Pierre de Heussé                                                                          |
| Église Saint-Siméon de Ferrières                                                                       | Le Teilleul                    |         | 48° 32′ 36″ nord, 0° 57′ 29″ ouest |                |            |      | Église Saint-Siméon de Ferrières                                                                       |
| Église Saint-Pierre du Val-Saint-Père                                                                  | Le Val-Saint-Père              |         | 48° 39′ 48″ nord, 1° 22′ 32″ ouest |                |            |      | Église Saint-Pierre du Val-Saint-Père                                                                  |
| Église Notre-Dame-de-l'Assomption du Vast                                                              | Le Vast                        |         | 49° 37′ 18″ nord, 1° 21′ 36″ ouest |                |            |      | Église Notre-Dame-de-l'Assomption du Vast                                                              |
| Église Notre-Dame-de-l'Assomption du Vicel                                                             | Le Vicel                       |         | 49° 38′ 04″ nord, 1° 18′ 50″ ouest |                |            |      | Église Notre-Dame-de-l'Assomption du Vicel                                                             |
| Église Saint-Ouen de Lengronne                                                                         | Lengronne                      |         | 48° 55′ 55″ nord, 1° 23′ 03″ ouest |                |            |      | Église Saint-Ouen de Lengronne                                                                         |
| Église Saint-Pierre des Cresnays                                                                       | Les Cresnays                   |         | 48° 43′ 12″ nord, 1° 07′ 21″ ouest |                |            |      | Église Saint-Pierre des Cresnays                                                                       |
| Église Saints-Pierre-et-Paul des Loges-Marchis                                                         | Les Loges-Marchis              |         | 48° 32′ 32″ nord, 1° 05′ 18″ ouest |                |            |      | Église Saints-Pierre-et-Paul des Loges-Marchis                                                         |
| Église Saint-Pierre des Loges-sur-Brécey                                                               | Les Loges-sur-Brécey           |         | 48° 45′ 55″ nord, 1° 10′ 31″ ouest |                |            |      | Église Saint-Pierre des Loges-sur-Brécey                                                               |
| Église Notre-Dame-de-l'Assomption des Moitiers-d'Allonne                                               | Les Moitiers-d'Allonne         |         | 49° 24′ 05″ nord, 1° 46′ 45″ ouest |                |            |      | Église Notre-Dame-de-l'Assomption des Moitiers-d'Allonne                                               |
| Église Notre-Dame-de-l'Assomption des Pieux                                                            | Les Pieux                      |         | 49° 30′ 52″ nord, 1° 48′ 24″ ouest |                |            |      | Église Notre-Dame-de-l'Assomption des Pieux                                                            |
| Église Notre-Dame-de-l'Assomption d'Angoville-sur-Ay                                                   | Lessay                         |         | 49° 15′ 12″ nord, 1° 32′ 59″ ouest |                |            |      | Église Notre-Dame-de-l'Assomption d'Angoville-sur-Ay                                                   |
| Église Saint-Martin de Lestre                                                                          | Lestre                         |         | 49° 31′ 34″ nord, 1° 20′ 03″ ouest |                |            |      | Église Saint-Martin de Lestre                                                                          |
| Église Saint-Martin de Liesville-sur-Douve                                                             | Liesville-sur-Douve            |         | 49° 21′ 16″ nord, 1° 20′ 12″ ouest | « IA00001188 » |            |      | Église Saint-Martin de Liesville-sur-Douve                                                             |
| Église Saint-Éloi de Lieusaint                                                                         | Lieusaint                      |         | 49° 28′ 30″ nord, 1° 28′ 41″ ouest |                |            |      | Église Saint-Éloi de Lieusaint                                                                         |
| Église Saint-Sauveur de Lingeard                                                                       | Lingeard                       |         | 48° 44′ 21″ nord, 1° 01′ 37″ ouest |                |            |      | Église Saint-Sauveur de Lingeard                                                                       |
| Église Saint-Martin de Lingreville                                                                     | Lingreville                    |         | 48° 57′ 05″ nord, 1° 31′ 37″ ouest |                |            |      | Église Saint-Martin de Lingreville                                                                     |
| Église Saint-Martin de Lolif                                                                           | Lolif                          |         | 48° 43′ 59″ nord, 1° 23′ 33″ ouest |                |            |      | Église Saint-Martin de Lolif                                                                           |
| Église Saint-Pierre de Longueville                                                                     | Longueville                    |         | 48° 51′ 11″ nord, 1° 33′ 06″ ouest |                |            |      | Église Saint-Pierre de Longueville                                                                     |
| Église Notre-Dame de Magneville                                                                        | Magneville                     |         | 49° 26′ 45″ nord, 1° 32′ 49″ ouest | « PA00110443 » |            |      | Église Notre-Dame de Magneville                                                                        |
| Église Saint-Pair de Marcey-les-Grèves                                                                 | Marcey-les-Grèves              |         | 48° 41′ 50″ nord, 1° 23′ 31″ ouest |                |            |      | Église Saint-Pair de Marcey-les-Grèves                                                                 |
| Église Saint-Manvieu de Marchésieux                                                                    | Marchésieux                    |         | 49° 11′ 15″ nord, 1° 17′ 22″ ouest | « PA00110444 » |            |      | Église Saint-Manvieu de Marchésieux                                                                    |
| Église Saint-Martin de Marcilly                                                                        | Marcilly                       |         | 48° 38′ 53″ nord, 1° 15′ 10″ ouest |                |            |      | Église Saint-Martin de Marcilly                                                                        |
| Église Notre-Dame-de-l'Assomption de Margueray                                                         | Margueray                      |         | 48° 53′ 48″ nord, 1° 08′ 33″ ouest |                |            |      | Église Notre-Dame-de-l'Assomption de Margueray                                                         |
| Église Saint-Lô de Lozon                                                                               | Marigny-Le-Lozon               |         | 49° 08′ 32″ nord, 1° 15′ 44″ ouest |                |            |      | Église Saint-Lô de Lozon                                                                               |
| Église Saint-Pierre de Marigny                                                                         | Marigny-Le-Lozon               |         | 49° 05′ 59″ nord, 1° 14′ 20″ ouest |                |            |      | Église Saint-Pierre de Marigny                                                                         |
| Église Notre-Dame de Martinvast                                                                        | Martinvast                     |         | 49° 35′ 38″ nord, 1° 39′ 56″ ouest | « PA00110449 » |            |      | Église Notre-Dame de Martinvast                                                                        |
| Église Saint-Pierre de Maupertuis                                                                      | Maupertuis                     |         | 48° 57′ 15″ nord, 1° 12′ 02″ ouest |                |            |      | Église Saint-Pierre de Maupertuis                                                                      |
| Église Saint-Martin de Maupertus-sur-Mer                                                               | Maupertus-sur-Mer              |         | 49° 39′ 26″ nord, 1° 29′ 02″ ouest |                |            |      | Église Saint-Martin de Maupertus-sur-Mer                                                               |
| Église Saint-Étienne de Millères                                                                       | Millières                      |         | 49° 11′ 17″ nord, 1° 27′ 42″ ouest |                |            |      | Église Saint-Étienne de Millères                                                                       |
| Église Notre-Dame-de-l'Assomption de Montabot                                                          | Montabot                       |         | 48° 56′ 03″ nord, 1° 07′ 33″ ouest |                |            |      | Église Notre-Dame-de-l'Assomption de Montabot                                                          |
| Église Saint-Martin de Montaigu-la-Brisette                                                            | Montaigu-la-Brisette           |         | 49° 33′ 47″ nord, 1° 24′ 31″ ouest | « PA00110455 » |            |      | Église Saint-Martin de Montaigu-la-Brisette                                                            |
| Église Saint-Martin de Montaigu-les-Bois                                                               | Montaigu-les-Bois              |         | 48° 53′ 34″ nord, 1° 16′ 42″ ouest | « PA00110456 » |            |      | Église Saint-Martin de Montaigu-les-Bois                                                               |
| Église Saint-Georges de L'Orbehaye                                                                     | Montaigu-les-Bois              |         | 48° 53′ 43″ nord, 1° 15′ 41″ ouest | « PA00110457 » |            |      | Église Saint-Georges de L'Orbehaye                                                                     |
| Église Saint-Martin de Montbray                                                                        | Montbray                       |         | 48° 52′ 50″ nord, 1° 05′ 46″ ouest |                |            |      | Église Saint-Martin de Montbray                                                                        |
| Église Saint-Martin de Montcuit                                                                        | Montcuit                       |         | 49° 07′ 19″ nord, 1° 20′ 26″ ouest |                |            |      | Église Saint-Martin de Montcuit                                                                        |
| Église Saint-Jacques de Montebourg                                                                     | Montebourg                     |         | 49° 29′ 17″ nord, 1° 22′ 44″ ouest | « PA00110459 » |            |      | Église Saint-Jacques de Montebourg                                                                     |
| Église Notre-Dame de Montfarville                                                                      | Montfarville                   |         | 49° 39′ 16″ nord, 1° 16′ 11″ ouest | « PA00132898 » |            |      | Église Notre-Dame de Montfarville                                                                      |
| Église Saint-Martin de Monthuchon                                                                      | Monthuchon                     |         | 49° 05′ 00″ nord, 1° 25′ 21″ ouest |                |            |      | Église Saint-Martin de Monthuchon                                                                      |
| Église Saint-Martin de Montjoie-Saint-Martin                                                           | Montjoie-Saint-Martin          |         | 48° 31′ 57″ nord, 1° 17′ 28″ ouest |                |            |      | Église Saint-Martin de Montjoie-Saint-Martin                                                           |
| Église Saint-Martin de Montmartin-sur-Mer                                                              | Montmartin-sur-Mer             |         | 48° 59′ 20″ nord, 1° 31′ 29″ ouest |                |            |      | Église Saint-Martin de Montmartin-sur-Mer                                                              |
| Église Notre-Dame-de-l'Assomption de Montpinchon                                                       | Montpinchon                    |         | 49° 01′ 16″ nord, 1° 18′ 39″ ouest |                |            |      | Église Notre-Dame-de-l'Assomption de Montpinchon                                                       |
| Église Saint-Martin de Montrabot                                                                       | Montrabot                      |         | 49° 06′ 33″ nord, 0° 53′ 02″ ouest |                |            |      | Église Saint-Martin de Montrabot                                                                       |
| Église Notre-Dame-de-l'Assomption de Montreuil-sur-Lozon                                               | Montreuil-sur-Lozon            |         | 49° 08′ 23″ nord, 1° 14′ 24″ ouest |                |            |      | Église Notre-Dame-de-l'Assomption de Montreuil-sur-Lozon                                               |
| Église Saint-Pierre de Prétot                                                                          | Montsenelle                    |         | 49° 19′ 29″ nord, 1° 26′ 15″ ouest |                |            |      | Église Saint-Pierre de Prétot                                                                          |
| Église Sainte-Suzanne du Château                                                                       | Montsenelle                    |         | 49° 18′ 29″ nord, 1° 26′ 03″ ouest |                |            |      | Église Sainte-Suzanne du Château                                                                       |
| Église Saint-Georges de Saint-Jores                                                                    | Montsenelle                    |         | 49° 18′ 11″ nord, 1° 25′ 18″ ouest |                |            |      | Église Saint-Georges de Saint-Jores                                                                    |
| Église Saint-Pierre des Asselines                                                                      | Montsenelle                    |         | 49° 19′ 26″ nord, 1° 23′ 08″ ouest |                |            |      | Église Saint-Pierre des Asselines                                                                      |
| Église Saint-Thomas de Lithaire                                                                        | Montsenelle                    |         | 49° 17′ 58″ nord, 1° 29′ 03″ ouest |                |            |      | Église Saint-Thomas de Lithaire                                                                        |
| Église Notre-Dame-de-l'Assomption de Moon-sur-Elle                                                     | Moon-sur-Elle                  |         | 49° 12′ 22″ nord, 1° 02′ 52″ ouest |                |            |      | Église Notre-Dame-de-l'Assomption de Moon-sur-Elle                                                     |
| Église Notre-Dame-de-l'Assomption de Morigny                                                           | Morigny                        |         | 48° 52′ 56″ nord, 1° 03′ 33″ ouest |                |            |      | Église Notre-Dame-de-l'Assomption de Morigny                                                           |
| Collégiale Saint-Évroult de Mortain                                                                    | Mortain-Bocage                 |         | 48° 38′ 55″ nord, 0° 56′ 31″ ouest | « PA00110522 » |            |      | Collégiale Saint-Évroult de Mortain                                                                    |
| Église Saint-Jean-Baptiste de Saint-Jean-du-Corail                                                     | Mortain-Bocage                 |         | 48° 36′ 34″ nord, 0° 54′ 43″ ouest |                |            |      | Église Saint-Jean-Baptiste de Saint-Jean-du-Corail                                                     |
| Église Saint-Hilaire de Villechien                                                                     | Mortain-Bocage                 |         | 48° 34′ 45″ nord, 0° 59′ 11″ ouest |                |            |      | Église Saint-Hilaire de Villechien                                                                     |
| Église Notre-Dame de Notre-Dame-du-Touchet                                                             | Mortain-Bocage                 |         | 48° 34′ 57″ nord, 0° 57′ 25″ ouest |                |            |      | Église Notre-Dame de Notre-Dame-du-Touchet                                                             |
| Église Saint-Pierre de Bion                                                                            | Mortain-Bocage                 |         | 48° 37′ 10″ nord, 0° 55′ 16″ ouest |                |            |      | Église Saint-Pierre de Bion                                                                            |
| Église Saint-Pair de Morville                                                                          | Morville                       |         | 49° 28′ 29″ nord, 1° 30′ 00″ ouest |                |            |      | Église Saint-Pair de Morville                                                                          |
| Église Saint-Martin de Moulines                                                                        | Moulines                       |         | 48° 32′ 42″ nord, 1° 01′ 57″ ouest |                |            |      | Église Saint-Martin de Moulines                                                                        |
| Église Notre-Dame-de-l'Assomption du Mesnil-Opac                                                       | Moyon Villages                 |         | 49° 00′ 49″ nord, 1° 05′ 53″ ouest |                |            |      | Église Notre-Dame-de-l'Assomption du Mesnil-Opac                                                       |
| Église Saint-Germain de Moyon                                                                          | Moyon Villages                 |         | 49° 00′ 01″ nord, 1° 07′ 04″ ouest |                |            |      | Église Saint-Germain de Moyon                                                                          |
| Église Saint-Pierre de Chevry                                                                          | Moyon Villages                 |         | 48° 58′ 10″ nord, 1° 07′ 16″ ouest |                |            |      | Église Saint-Pierre de Chevry                                                                          |
| Église Saint-Pierre de Muneville-le-Bingard                                                            | Muneville-le-Bingard           |         | 49° 07′ 13″ nord, 1° 28′ 45″ ouest |                |            |      | Église Saint-Pierre de Muneville-le-Bingard                                                            |
| Église Saint-Pierre de Muneville-sur-Mer                                                               | Muneville-sur-Mer              |         | 48° 56′ 02″ nord, 1° 29′ 29″ ouest |                |            |      | Église Saint-Pierre de Muneville-sur-Mer                                                               |
| Église Saint-Hilaire de Méautis                                                                        | Méautis                        |         | 49° 16′ 46″ nord, 1° 18′ 07″ ouest |                |            |      | Église Saint-Hilaire de Méautis                                                                        |
| Église Saint-Pierre de Nay                                                                             | Nay                            |         | 49° 14′ 23″ nord, 1° 22′ 24″ ouest | « IA50000344 » |            |      | Église Saint-Pierre de Nay                                                                             |
| Église de l'Assomption de Neufmesnil                                                                   | Neufmesnil                     |         | 49° 18′ 45″ nord, 1° 32′ 19″ ouest |                |            |      | Église de l'Assomption de Neufmesnil                                                                   |
| Église Sainte-Marguerite de Neuville-au-Plain                                                          | Neuville-au-Plain              |         | 49° 25′ 47″ nord, 1° 19′ 46″ ouest | « IA00001195 » |            |      | Église Sainte-Marguerite de Neuville-au-Plain                                                          |
| Église Saint-Martin de Neuville-en-Beaumont                                                            | Neuville-en-Beaumont           |         | 49° 20′ 51″ nord, 1° 35′ 59″ ouest |                |            |      | Église Saint-Martin de Neuville-en-Beaumont                                                            |
| Église Notre-Dame-de-l'Assomption de Nicorps                                                           | Nicorps                        |         | 49° 01′ 38″ nord, 1° 25′ 19″ ouest |                |            |      | Église Notre-Dame-de-l'Assomption de Nicorps                                                           |
| Église Notre-Dame-de-l'Assomption de Notre-Dame-de-Cenilly                                             | Notre-Dame-de-Cenilly          |         | 48° 59′ 45″ nord, 1° 15′ 28″ ouest |                |            |      | Église Notre-Dame-de-l'Assomption de Notre-Dame-de-Cenilly                                             |
| Église Notre-Dame-de-l'Assomption de Notre-Dame-de-Livoye                                              | Notre-Dame-de-Livoye           |         | 48° 44′ 37″ nord, 1° 12′ 22″ ouest |                |            |      | Église Notre-Dame-de-l'Assomption de Notre-Dame-de-Livoye                                              |
| Église Saint-Martin de Nouainville                                                                     | Nouainville                    |         | 49° 37′ 30″ nord, 1° 41′ 08″ ouest |                |            |      | Église Saint-Martin de Nouainville                                                                     |
| Église Saint-Pierre de Négreville                                                                      | Négreville                     |         | 49° 29′ 23″ nord, 1° 32′ 57″ ouest |                |            |      | Église Saint-Pierre de Négreville                                                                      |
| Église Saint-Georges de Néhou                                                                          | Néhou                          |         | 49° 25′ 15″ nord, 1° 32′ 30″ ouest |                |            |      | Église Saint-Georges de Néhou                                                                          |
| Église Saint-Martin de Néville-sur-Mer                                                                 | Néville-sur-Mer                |         | 49° 41′ 32″ nord, 1° 20′ 20″ ouest | « PA00110525 » |            |      | Église Saint-Martin de Néville-sur-Mer                                                                 |
| Église Saint-Martin d'Octeville-l'Avenel                                                               | Octeville-l'Avenel             |         | 49° 32′ 40″ nord, 1° 21′ 02″ ouest |                |            |      | Église Saint-Martin d'Octeville-l'Avenel                                                               |
| Église Notre-Dame d'Orglandes                                                                          | Orglandes                      |         | 49° 25′ 19″ nord, 1° 27′ 00″ ouest | « PA00110530 » |            |      | Église Notre-Dame d'Orglandes                                                                          |
| Église Sainte-Hélène d'Orval                                                                           | Orval sur Sienne               |         | 49° 00′ 48″ nord, 1° 28′ 13″ ouest | « PA00110531 » |            |      | Église Sainte-Hélène d'Orval                                                                           |
| Église Saint-Georges de Montchaton                                                                     | Orval sur Sienne               |         | 49° 00′ 49″ nord, 1° 30′ 10″ ouest | « PA00110458 » |            |      | Église Saint-Georges de Montchaton                                                                     |
| Église Notre-Dame-de-l'Assomption d'Ouville                                                            | Ouville                        |         | 49° 01′ 12″ nord, 1° 21′ 46″ ouest |                |            |      | Église Notre-Dame-de-l'Assomption d'Ouville                                                            |
| Église Saint-Martin d'Ozeville                                                                         | Ozeville                       |         | 49° 29′ 42″ nord, 1° 19′ 50″ ouest |                |            |      | Église Saint-Martin d'Ozeville                                                                         |
| Église Saint-Jean-Baptiste de Percy                                                                    | Percy-en-Normandie             |         | 48° 54′ 59″ nord, 1° 11′ 24″ ouest |                |            |      | Église Saint-Jean-Baptiste de Percy                                                                    |
| Église Saint-Pierre du Chefresne                                                                       | Percy-en-Normandie             |         | 48° 54′ 11″ nord, 1° 09′ 14″ ouest |                |            |      | Église Saint-Pierre du Chefresne                                                                       |
| Église Sainte-Anne de Perriers-en-Beauficel                                                            | Perriers-en-Beauficel          |         | 48° 44′ 13″ nord, 0° 59′ 45″ ouest |                |            |      | Église Sainte-Anne de Perriers-en-Beauficel                                                            |
| Église Saint-Candide de Picauville                                                                     | Picauville                     |         | 49° 22′ 45″ nord, 1° 24′ 02″ ouest | « PA00110537 » |            |      | Église Saint-Candide de Picauville                                                                     |
| Église Saint-Ferréol de Cauquigny                                                                      | Picauville                     |         | 49° 24′ 12″ nord, 1° 22′ 14″ ouest | « IA00001093 » |            |      | Église Saint-Ferréol de Cauquigny                                                                      |
| Église Notre-Dame de Cretteville                                                                       | Picauville                     |         | 49° 20′ 36″ nord, 1° 23′ 14″ ouest |                |            |      | Église Notre-Dame de Cretteville                                                                       |
| Église Notre-Dame des Moitiers-en-Bauptois                                                             | Picauville                     |         | 49° 21′ 54″ nord, 1° 26′ 03″ ouest |                |            |      | Église Notre-Dame des Moitiers-en-Bauptois                                                             |
| Église Saint-Ermeland de Gourbesville                                                                  | Picauville                     |         | 49° 25′ 18″ nord, 1° 24′ 38″ ouest |                |            |      | Église Saint-Ermeland de Gourbesville                                                                  |
| Église Saint-Jean-Baptiste de Houtteville                                                              | Picauville                     |         | 49° 20′ 16″ nord, 1° 21′ 58″ ouest |                |            |      | Église Saint-Jean-Baptiste de Houtteville                                                              |
| Église Saint-Martin d'Amfreville                                                                       | Picauville                     |         | 49° 24′ 39″ nord, 1° 23′ 34″ ouest |                |            |      | Église Saint-Martin d'Amfreville                                                                       |
| Église Saint-Martin de Vindefontaine                                                                   | Picauville                     |         | 49° 20′ 18″ nord, 1° 25′ 13″ ouest |                |            |      | Église Saint-Martin de Vindefontaine                                                                   |
| Église Notre-Dame-de-l'Assomption de Pierreville                                                       | Pierreville                    |         | 49° 28′ 22″ nord, 1° 47′ 04″ ouest |                |            |      | Église Notre-Dame-de-l'Assomption de Pierreville                                                       |
| Église Saint-Martin de Pirou                                                                           | Pirou                          |         | 49° 10′ 55″ nord, 1° 34′ 28″ ouest |                |            |      | Église Saint-Martin de Pirou                                                                           |
| Église Saint-Martin de Poilley                                                                         | Poilley                        |         | 48° 37′ 07″ nord, 1° 18′ 35″ ouest |                |            |      | Église Saint-Martin de Poilley                                                                         |
| Église Saint-Aubin de Pont-Hébert                                                                      | Pont-Hébert                    |         | 49° 09′ 54″ nord, 1° 07′ 40″ ouest | « EA50000015 » |            |      | Église Saint-Aubin de Pont-Hébert                                                                      |
| Église Saint-Pierre du Hommet-d'Arthenay                                                               | Pont-Hébert                    |         | 49° 11′ 21″ nord, 1° 11′ 13″ ouest |                |            |      | Église Saint-Pierre du Hommet-d'Arthenay                                                               |
| Église Notre-Dame d'Esglandes                                                                          | Pont-Hébert                    |         | 49° 10′ 18″ nord, 1° 09′ 31″ ouest |                |            |      | Église Notre-Dame d'Esglandes                                                                          |
| Église Saint-André de Pontaubault                                                                      | Pontaubault                    |         | 48° 37′ 47″ nord, 1° 21′ 02″ ouest |                |            |      | Église Saint-André de Pontaubault                                                                      |
| Église Notre-Dame de Pontorson                                                                         | Pontorson                      |         | 48° 33′ 17″ nord, 1° 30′ 39″ ouest | « PA00110543 » |            |      | Église Notre-Dame de Pontorson                                                                         |
| Église Notre-Dame d'Ardevon                                                                            | Pontorson                      |         | 48° 36′ 09″ nord, 1° 28′ 29″ ouest |                |            |      | Église Notre-Dame d'Ardevon                                                                            |
| Église Notre-Dame de Cormeray                                                                          | Pontorson                      |         | 48° 33′ 00″ nord, 1° 26′ 49″ ouest |                |            |      | Église Notre-Dame de Cormeray                                                                          |
| Église Saint-Laurent de Moidrey                                                                        | Pontorson                      |         | 48° 34′ 32″ nord, 1° 30′ 18″ ouest |                |            |      | Église Saint-Laurent de Moidrey                                                                        |
| Église Saint-Martin de Curey                                                                           | Pontorson                      |         | 48° 33′ 40″ nord, 1° 27′ 55″ ouest |                |            |      | Église Saint-Martin de Curey                                                                           |
| Église Saint-Martin des Pas                                                                            | Pontorson                      |         | 48° 35′ 11″ nord, 1° 28′ 45″ ouest |                |            |      | Église Saint-Martin des Pas                                                                            |
| Église Saint-Pierre de Boucey                                                                          | Pontorson                      |         | 48° 32′ 23″ nord, 1° 29′ 56″ ouest |                |            |      | Église Saint-Pierre de Boucey                                                                          |
| Église Saint-Sulpice de Macey                                                                          | Pontorson                      |         | 48° 33′ 35″ nord, 1° 26′ 10″ ouest |                |            |      | Église Saint-Sulpice de Macey                                                                          |
| Église Saint-Vincent de Vessey                                                                         | Pontorson                      |         | 48° 31′ 26″ nord, 1° 25′ 53″ ouest |                |            |      | Église Saint-Vincent de Vessey                                                                         |
| Église Notre-Dame de Portbail                                                                          | Port-Bail-sur-Mer              |         | 49° 20′ 06″ nord, 1° 42′ 00″ ouest | « PA00110549 » |            |      | Église Notre-Dame de Portbail                                                                          |
| Église Saint-Rémi de Denneville                                                                        | Port-Bail-sur-Mer              |         | 49° 18′ 48″ nord, 1° 39′ 36″ ouest |                |            |      | Église Saint-Rémi de Denneville                                                                        |
| Église Saint-Lô de Saint-Lô-d'Ourville                                                                 | Port-Bail-sur-Mer              |         | 49° 20′ 03″ nord, 1° 40′ 12″ ouest |                |            |      | Église Saint-Lô de Saint-Lô-d'Ourville                                                                 |
| Église Saint-Martin de Gouey                                                                           | Port-Bail-sur-Mer              |         | 49° 20′ 07″ nord, 1° 41′ 49″ ouest |                |            |      | Église Saint-Martin de Gouey                                                                           |
| Église Saint-Berthevin de Précey                                                                       | Précey                         |         | 48° 36′ 28″ nord, 1° 22′ 36″ ouest |                |            |      | Église Saint-Berthevin de Précey                                                                       |
| Église Saint-Pierre de Périers                                                                         | Périers                        |         | 49° 11′ 12″ nord, 1° 24′ 30″ ouest | « PA00110533 » |            |      | Église Saint-Pierre de Périers                                                                         |
| Église Saint-Vigor de Quettehou                                                                        | Quettehou                      |         | 49° 35′ 32″ nord, 1° 18′ 37″ ouest | « PA00110552 » |            |      | Église Saint-Vigor de Quettehou                                                                        |
| Église Notre-Dame de Morsalines                                                                        | Quettehou                      |         | 49° 34′ 21″ nord, 1° 18′ 39″ ouest | « PA00132689 » |            |      | Église Notre-Dame de Morsalines                                                                        |
| Église Notre-Dame-et-Sainte-Agathe de Quettreville-sur-Sienne                                          | Quettreville-sur-Sienne        |         | 48° 58′ 07″ nord, 1° 27′ 58″ ouest | « PA00110553 » |            |      | Église Notre-Dame-et-Sainte-Agathe de Quettreville-sur-Sienne                                          |
| Église Sainte-Marguerite de Contrières                                                                 | Quettreville-sur-Sienne        |         | 48° 59′ 17″ nord, 1° 25′ 51″ ouest |                |            |      | Église Sainte-Marguerite de Contrières                                                                 |
| Église Saint-Germain de Trelly                                                                         | Quettreville-sur-Sienne        |         | 48° 57′ 34″ nord, 1° 25′ 40″ ouest |                |            |      | Église Saint-Germain de Trelly                                                                         |
| Église Saint-Sulpice de Guéhébert                                                                      | Quettreville-sur-Sienne        |         | 48° 58′ 10″ nord, 1° 22′ 24″ ouest |                |            |      | Église Saint-Sulpice de Guéhébert                                                                      |
| Église Saint-Gratien d'Hérenguerville                                                                  | Quettreville-sur-Sienne        |         | 48° 58′ 38″ nord, 1° 30′ 04″ ouest |                |            |      | Église Saint-Gratien d'Hérenguerville                                                                  |
| Église Saint-Patrice de Hyenville                                                                      | Quettreville-sur-Sienne        |         | 48° 59′ 39″ nord, 1° 27′ 58″ ouest |                |            |      | Église Saint-Patrice de Hyenville                                                                      |
| Église Saint-Rémy de Quibou                                                                            | Quibou                         |         | 49° 04′ 03″ nord, 1° 12′ 02″ ouest | « EA50000016 » |            |      | Église Saint-Rémy de Quibou                                                                            |
| Église Notre-Dame de Quinéville                                                                        | Quinéville                     |         | 49° 30′ 43″ nord, 1° 17′ 49″ ouest | « PA00110554 » |            |      | Église Notre-Dame de Quinéville                                                                        |
| Église Saint-Georges de Raids                                                                          | Raids                          |         | 49° 13′ 05″ nord, 1° 20′ 43″ ouest | « IA50000363 » |            |      | Église Saint-Georges de Raids                                                                          |
| Église Notre-Dame-de-l'Assomption de Rampan                                                            | Rampan                         |         | 49° 08′ 28″ nord, 1° 08′ 44″ ouest |                |            |      | Église Notre-Dame-de-l'Assomption de Rampan                                                            |
| Église Notre-Dame-de-l'Assomption de Rauville-la-Bigot                                                 | Rauville-la-Bigot              |         | 49° 31′ 07″ nord, 1° 41′ 05″ ouest |                |            |      | Église Notre-Dame-de-l'Assomption de Rauville-la-Bigot                                                 |
| Église Saint-Laurent de Rauville-la-Place                                                              | Rauville-la-Place              |         | 49° 23′ 20″ nord, 1° 30′ 16″ ouest |                |            |      | Église Saint-Laurent de Rauville-la-Place                                                              |
| Église Saint-Léonard de Reffuveille                                                                    | Reffuveille                    |         | 48° 40′ 08″ nord, 1° 06′ 46″ ouest |                |            |      | Église Saint-Léonard de Reffuveille                                                                    |
| Église Notre-Dame de Regnéville-sur-Mer                                                                | Regnéville-sur-Mer             |         | 49° 00′ 30″ nord, 1° 33′ 09″ ouest | « PA00110556 » |            |      | Église Notre-Dame de Regnéville-sur-Mer                                                                |
| Église Saint-Étienne de Grimouville                                                                    | Regnéville-sur-Mer             |         | 49° 01′ 14″ nord, 1° 32′ 26″ ouest |                |            |      | Église Saint-Étienne de Grimouville                                                                    |
| Église Saint-Étienne d'Urville-près-la-Mer                                                             | Regnéville-sur-Mer             |         | 49° 01′ 35″ nord, 1° 31′ 28″ ouest |                |            |      | Église Saint-Étienne d'Urville-près-la-Mer                                                             |
| Église Saint-Martin de Reigneville-Bocage                                                              | Reigneville-Bocage             |         | 49° 24′ 25″ nord, 1° 28′ 24″ ouest |                |            |      | Église Saint-Martin de Reigneville-Bocage                                                              |
| Église Saint-Aubin des Champs-de-Losque                                                                | Remilly Les Marais             |         | 49° 10′ 57″ nord, 1° 13′ 56″ ouest |                |            |      | Église Saint-Aubin des Champs-de-Losque                                                                |
| Église Saint-Germain du Mesnil-Vigot                                                                   | Remilly Les Marais             |         | 49° 09′ 20″ nord, 1° 16′ 54″ ouest |                |            |      | Église Saint-Germain du Mesnil-Vigot                                                                   |
| Église Saint-Martin de Remilly-sur-Lozon                                                               | Remilly Les Marais             |         | 49° 10′ 49″ nord, 1° 15′ 25″ ouest |                |            |      | Église Saint-Martin de Remilly-sur-Lozon                                                               |
| Église Saint-Roch de Rocheville                                                                        | Rocheville                     |         | 49° 30′ 15″ nord, 1° 35′ 43″ ouest |                |            |      | Église Saint-Roch de Rocheville                                                                        |
| Église Notre-Dame-de-l'Assomption de Romagny                                                           | Romagny Fontenay               |         | 48° 38′ 24″ nord, 0° 57′ 59″ ouest |                |            |      | Église Notre-Dame-de-l'Assomption de Romagny                                                           |
| Église Saint-Pierre de Fontenay                                                                        | Romagny Fontenay               |         | 48° 37′ 43″ nord, 1° 01′ 52″ ouest |                |            |      | Église Saint-Pierre de Fontenay                                                                        |
| Église Saints-Côme-et-Damien de Roncey                                                                 | Roncey                         |         | 49° 03′ 23″ nord, 1° 26′ 05″ ouest |                |            |      | Église Saints-Côme-et-Damien de Roncey                                                                 |
| Église Saint-Martin de Réville                                                                         | Réville                        |         | 49° 37′ 09″ nord, 1° 15′ 32″ ouest | « PA00110559 » |            |      | Église Saint-Martin de Réville                                                                         |
| Église Saint-Martin de Sacey                                                                           | Sacey                          |         | 48° 30′ 32″ nord, 1° 27′ 00″ ouest | « PA00110562 » |            |      | Église Saint-Martin de Sacey                                                                           |
| Église Saint-Symphorien de Saint-Symphorien-les-Buttes                                                 | Saint-Amand-Villages           |         | 49° 01′ 14″ nord, 0° 55′ 28″ ouest | « PA00125303 » |            |      | Église Saint-Symphorien de Saint-Symphorien-les-Buttes                                                 |
| Église Notre-Dame de la Chapelle-du-Fest                                                               | Saint-Amand-Villages           |         | 49° 03′ 37″ nord, 0° 58′ 27″ ouest |                |            |      | Église Notre-Dame de la Chapelle-du-Fest                                                               |
| Église Saint-Amand de Saint-Amand (Manche)                                                             | Saint-Amand-Villages           |         | 49° 02′ 36″ nord, 0° 57′ 56″ ouest |                |            |      | Église Saint-Amand de Saint-Amand (Manche)                                                             |
| Église Saint-Nicolas de Placy-Montaigu                                                                 | Saint-Amand-Villages           |         | 49° 01′ 51″ nord, 0° 54′ 19″ ouest |                |            |      | Église Saint-Nicolas de Placy-Montaigu                                                                 |
| Ancienne église Georges de Placy-Montaigu                                                              | Saint-Amand-Villages           |         | 49° 02′ 03″ nord, 0° 54′ 35″ ouest |                |            |      | Ancienne église Georges de Placy-Montaigu                                                              |
| Église Saint-André de Saint-André-de-Bohon                                                             | Saint-André-de-Bohon           |         | 49° 14′ 05″ nord, 1° 15′ 03″ ouest |                |            |      | Église Saint-André de Saint-André-de-Bohon                                                             |
| Église Saint-André de Saint-André-de-l'Épine                                                           | Saint-André-de-l'Épine         |         | 49° 08′ 20″ nord, 1° 00′ 39″ ouest |                |            |      | Église Saint-André de Saint-André-de-l'Épine                                                           |
| Église Saint-Aubin de Saint-Aubin-de-Terregatte                                                        | Saint-Aubin-de-Terregatte      |         | 48° 34′ 34″ nord, 1° 18′ 01″ ouest |                |            |      | Église Saint-Aubin de Saint-Aubin-de-Terregatte                                                        |
| Église Saint-Aubin de Saint-Aubin-des-Préaux                                                           | Saint-Aubin-des-Préaux         |         | 48° 48′ 16″ nord, 1° 30′ 28″ ouest | « PA00110563 » |            |      | Église Saint-Aubin de Saint-Aubin-des-Préaux                                                           |
| Église Saint-Barthélemy de Saint-Barthélemy (Manche)                                                   | Saint-Barthélemy               |         | 48° 40′ 56″ nord, 0° 57′ 08″ ouest |                |            |      | Église Saint-Barthélemy de Saint-Barthélemy (Manche)                                                   |
| Église Saint-Brice de Saint-Brice (Manche)                                                             | Saint-Brice                    |         | 48° 41′ 52″ nord, 1° 18′ 32″ ouest |                |            |      | Église Saint-Brice de Saint-Brice (Manche)                                                             |
| Église Saint-Brice de Saint-Brice-de-Landelles                                                         | Saint-Brice-de-Landelles       |         | 48° 31′ 58″ nord, 1° 09′ 10″ ouest |                |            |      | Église Saint-Brice de Saint-Brice-de-Landelles                                                         |
| Église Saint-Christophe de Saint-Christophe-du-Foc                                                     | Saint-Christophe-du-Foc        |         | 49° 33′ 19″ nord, 1° 44′ 30″ ouest |                |            |      | Église Saint-Christophe de Saint-Christophe-du-Foc                                                     |
| Église Saint-Clair de Saint-Clair-sur-l'Elle                                                           | Saint-Clair-sur-l'Elle         |         | 49° 11′ 31″ nord, 1° 01′ 47″ ouest |                |            |      | Église Saint-Clair de Saint-Clair-sur-l'Elle                                                           |
| Église Saint-Clément de Saint-Clément-Rancoudray                                                       | Saint-Clément-Rancoudray       |         | 48° 40′ 24″ nord, 0° 53′ 07″ ouest |                |            |      | Église Saint-Clément de Saint-Clément-Rancoudray                                                       |
| Église Notre-Dame-de-l'Assomption de Rancoudray                                                        | Saint-Clément-Rancoudray       |         | 48° 38′ 39″ nord, 0° 52′ 20″ ouest |                |            |      | Église Notre-Dame-de-l'Assomption de Rancoudray                                                        |
| Église Saint-Cyr-et-Sainte-Julitte de Saint-Cyr                                                        | Saint-Cyr                      |         | 49° 29′ 18″ nord, 1° 25′ 16″ ouest |                |            |      | Église Saint-Cyr-et-Sainte-Julitte de Saint-Cyr                                                        |
| Église Saint-Cyr-Sainte-Julitte de Saint-Cyr-du-Bailleul                                               | Saint-Cyr-du-Bailleul          |         | 48° 33′ 55″ nord, 0° 48′ 00″ ouest |                |            |      | Église Saint-Cyr-Sainte-Julitte de Saint-Cyr-du-Bailleul                                               |
| Église Saint-Denis de Saint-Denis-le-Gast                                                              | Saint-Denis-le-Gast            |         | 48° 56′ 26″ nord, 1° 19′ 46″ ouest |                |            |      | Église Saint-Denis de Saint-Denis-le-Gast                                                              |
| Église Saint-Denis de Saint-Denis-le-Vêtu                                                              | Saint-Denis-le-Vêtu            |         | 48° 59′ 13″ nord, 1° 24′ 11″ ouest |                |            |      | Église Saint-Denis de Saint-Denis-le-Vêtu                                                              |
| Église Saint-Floxel de Saint-Floxel                                                                    | Saint-Floxel                   |         | 49° 29′ 29″ nord, 1° 21′ 06″ ouest |                |            |      | Église Saint-Floxel de Saint-Floxel                                                                    |
| Église priorale de Saint-Fromond                                                                       | Saint-Fromond                  |         | 49° 12′ 55″ nord, 1° 05′ 59″ ouest | « PA50000030 » |            |      | Église priorale de Saint-Fromond                                                                       |
| Église Saint-Georges de Saint-Georges-d'Elle                                                           | Saint-Georges-d'Elle           |         | 49° 08′ 56″ nord, 0° 58′ 09″ ouest |                |            |      | Église Saint-Georges de Saint-Georges-d'Elle                                                           |
| Église Saint-Georges de Saint-Georges-de-Livoye                                                        | Saint-Georges-de-Livoye        |         | 48° 44′ 13″ nord, 1° 12′ 59″ ouest |                |            |      | Église Saint-Georges de Saint-Georges-de-Livoye                                                        |
| Église Saint-Georges de Saint-Georges-de-Rouelley                                                      | Saint-Georges-de-Rouelley      |         | 48° 36′ 14″ nord, 0° 46′ 05″ ouest |                |            |      | Église Saint-Georges de Saint-Georges-de-Rouelley                                                      |
| Église Saint-Georges de Saint-Georges-de-la-Rivière                                                    | Saint-Georges-de-la-Rivière    |         | 49° 21′ 55″ nord, 1° 43′ 47″ ouest |                |            |      | Église Saint-Georges de Saint-Georges-de-la-Rivière                                                    |
| Église Saint-Germain de Saint-Germain-d'Elle                                                           | Saint-Germain-d'Elle           |         | 49° 07′ 19″ nord, 0° 55′ 09″ ouest |                |            |      | Église Saint-Germain de Saint-Germain-d'Elle                                                           |
| Église Saint-Germain de Saint-Germain-de-Tournebut                                                     | Saint-Germain-de-Tournebut     |         | 49° 32′ 02″ nord, 1° 23′ 42″ ouest |                |            |      | Église Saint-Germain de Saint-Germain-de-Tournebut                                                     |
| Église Saint-Germain de Saint-Germain-de-Varreville                                                    | Saint-Germain-de-Varreville    |         | 49° 26′ 14″ nord, 1° 15′ 31″ ouest | « IA00001221 » |            |      | Église Saint-Germain de Saint-Germain-de-Varreville                                                    |
| Église Saint-Germain de Saint-Germain-le-Gaillard                                                      | Saint-Germain-le-Gaillard      |         | 49° 29′ 10″ nord, 1° 46′ 55″ ouest | « PA00110570 » |            |      | Église Saint-Germain de Saint-Germain-le-Gaillard                                                      |
| Église Saint-Germain de Saint-Germain-sur-Ay                                                           | Saint-Germain-sur-Ay           |         | 49° 14′ 07″ nord, 1° 35′ 45″ ouest | « PA00110572 » |            |      | Église Saint-Germain de Saint-Germain-sur-Ay                                                           |
| Église Saint-Germain de Saint-Germain-sur-Sèves                                                        | Saint-Germain-sur-Sèves        |         | 49° 13′ 22″ nord, 1° 22′ 11″ ouest | « IA50000316 » |            |      | Église Saint-Germain de Saint-Germain-sur-Sèves                                                        |
| Église Saint-Gilles de Saint-Gilles (Manche)                                                           | Saint-Gilles                   |         | 49° 06′ 16″ nord, 1° 10′ 34″ ouest |                |            |      | Église Saint-Gilles de Saint-Gilles (Manche)                                                           |
| Ancienne église de Saint-Hilaire-du-Harcouët                                                           | Saint-Hilaire-du-Harcouët      |         | 48° 34′ 31″ nord, 1° 05′ 33″ ouest | « PA00110574 » |            |      | Ancienne église de Saint-Hilaire-du-Harcouët                                                           |
| Église Saint-Gervais et Saint-Protais de Virey                                                         | Saint-Hilaire-du-Harcouët      |         | 48° 35′ 03″ nord, 1° 07′ 58″ ouest |                |            |      | Église Saint-Gervais et Saint-Protais de Virey                                                         |
| Église Saint-Hilaire de Saint-Hilaire-du-Harcouët                                                      | Saint-Hilaire-du-Harcouët      |         | 48° 34′ 34″ nord, 1° 05′ 29″ ouest |                |            |      | Église Saint-Hilaire de Saint-Hilaire-du-Harcouët                                                      |
| Église Saint-Martin de Saint-Martin-de-Landelles                                                       | Saint-Hilaire-du-Harcouët      |         | 48° 32′ 46″ nord, 1° 10′ 21″ ouest |                |            |      | Église Saint-Martin de Saint-Martin-de-Landelles                                                       |
| Église Saint-Jacques de Saint-Jacques-de-Néhou                                                         | Saint-Jacques-de-Néhou         |         | 49° 25′ 03″ nord, 1° 36′ 49″ ouest |                |            |      | Église Saint-Jacques de Saint-Jacques-de-Néhou                                                         |
| Église Notre-Dame-de-l'Assomption de Carnet                                                            | Saint-James                    |         | 48° 30′ 35″ nord, 1° 21′ 24″ ouest |                |            |      | Église Notre-Dame-de-l'Assomption de Carnet                                                            |
| Église Saint-Pierre de Villiers-le-Pré                                                                 | Saint-James                    |         | 48° 32′ 30″ nord, 1° 23′ 59″ ouest |                |            |      | Église Saint-Pierre de Villiers-le-Pré                                                                 |
| Église Saint-Jacques de Saint-James                                                                    | Saint-James                    |         | 48° 31′ 23″ nord, 1° 19′ 14″ ouest |                |            |      | Église Saint-Jacques de Saint-James                                                                    |
| Église de la Sainte-Trinité de La Croix-Avranchin                                                      | Saint-James                    |         | 48° 32′ 44″ nord, 1° 23′ 00″ ouest |                |            |      | Église de la Sainte-Trinité de La Croix-Avranchin                                                      |
| Église Notre-Dame-de-l'Assomption de Montanel                                                          | Saint-James                    |         | 48° 29′ 46″ nord, 1° 25′ 15″ ouest |                |            |      | Église Notre-Dame-de-l'Assomption de Montanel                                                          |
| Église Saint-Hilaire de Vergoncey                                                                      | Saint-James                    |         | 48° 33′ 42″ nord, 1° 24′ 02″ ouest |                |            |      | Église Saint-Hilaire de Vergoncey                                                                      |
| Église Saint-Pierre d'Argouges                                                                         | Saint-James                    |         | 48° 30′ 10″ nord, 1° 23′ 47″ ouest |                |            |      | Église Saint-Pierre d'Argouges                                                                         |
| Église Saint-Jean-Baptiste de Saint-Jean-des-Baisants                                                  | Saint-Jean-d'Elle              |         | 49° 05′ 37″ nord, 0° 58′ 24″ ouest | « PA50000038 » |            |      | Église Saint-Jean-Baptiste de Saint-Jean-des-Baisants                                                  |
| Église Notre-Dame-de-l'Assomption de Notre-Dame-d'Elle                                                 | Saint-Jean-d'Elle              |         | 49° 06′ 40″ nord, 0° 57′ 39″ ouest |                |            |      | Église Notre-Dame-de-l'Assomption de Notre-Dame-d'Elle                                                 |
| Église Saint-Aubin de Précorbin                                                                        | Saint-Jean-d'Elle              |         | 49° 05′ 10″ nord, 0° 57′ 40″ ouest |                |            |      | Église Saint-Aubin de Précorbin                                                                        |
| Église Saint-Pierre de Vidouville                                                                      | Saint-Jean-d'Elle              |         | 49° 05′ 55″ nord, 0° 54′ 02″ ouest |                |            |      | Église Saint-Pierre de Vidouville                                                                      |
| Église Saint-Martin de Rouxeville                                                                      | Saint-Jean-d'Elle              |         | 49° 06′ 14″ nord, 0° 56′ 49″ ouest |                |            |      | Église Saint-Martin de Rouxeville                                                                      |
| Église Saint-Jean-Baptiste de Saint-Jean-de-Daye                                                       | Saint-Jean-de-Daye             |         | 49° 13′ 44″ nord, 1° 08′ 06″ ouest |                |            |      | Église Saint-Jean-Baptiste de Saint-Jean-de-Daye                                                       |
| Église Saint-Jean-Baptiste de Saint-Jean-de-Savigny                                                    | Saint-Jean-de-Savigny          |         | 49° 11′ 41″ nord, 0° 59′ 31″ ouest |                |            |      | Église Saint-Jean-Baptiste de Saint-Jean-de-Savigny                                                    |
| Église Saint-Jean-Baptiste de Saint-Jean-de-la-Haize                                                   | Saint-Jean-de-la-Haize         |         | 48° 41′ 54″ nord, 1° 21′ 39″ ouest |                |            |      | Église Saint-Jean-Baptiste de Saint-Jean-de-la-Haize                                                   |
| Église Saint-Jean-Baptiste de Saint-Jean-de-la-Rivière                                                 | Saint-Jean-de-la-Rivière       |         | 49° 22′ 10″ nord, 1° 44′ 09″ ouest |                |            |      | Église Saint-Jean-Baptiste de Saint-Jean-de-la-Rivière                                                 |
| Église Saint-Léger de Saint-Léger (Manche)                                                             | Saint-Jean-des-Champs          |         | 48° 47′ 52″ nord, 1° 28′ 40″ ouest | « PA00132691 » |            |      | Église Saint-Léger de Saint-Léger (Manche)                                                             |
| Église Saint-Jean-Baptiste de Saint-Jean-des-Champs                                                    | Saint-Jean-des-Champs          |         | 48° 49′ 40″ nord, 1° 27′ 53″ ouest |                |            |      | Église Saint-Jean-Baptiste de Saint-Jean-des-Champs                                                    |
| Église Saint-Ursin de Saint-Ursin                                                                      | Saint-Jean-des-Champs          |         | 48° 48′ 01″ nord, 1° 26′ 22″ ouest |                |            |      | Église Saint-Ursin de Saint-Ursin                                                                      |
| Église Saint-Ursin de Saint-Ursin                                                                      | Saint-Jean-des-Champs          |         | 48° 48′ 01″ nord, 1° 26′ 22″ ouest |                |            |      | Église Saint-Ursin de Saint-Ursin                                                                      |
| Église Saint-Jean-Baptiste de Saint-Jean-du-Corail-des-Bois                                            | Saint-Jean-du-Corail-des-Bois  |         | 48° 45′ 59″ nord, 1° 12′ 08″ ouest |                |            |      | Église Saint-Jean-Baptiste de Saint-Jean-du-Corail-des-Bois                                            |
| Église Saint-Jean-Baptiste de Saint-Jean-le-Thomas                                                     | Saint-Jean-le-Thomas           |         | 48° 43′ 49″ nord, 1° 30′ 49″ ouest | « PA00110580 » |            |      | Église Saint-Jean-Baptiste de Saint-Jean-le-Thomas                                                     |
| Église Saint-Joseph de Saint-Joseph (Manche)                                                           | Saint-Joseph                   |         | 49° 31′ 57″ nord, 1° 31′ 33″ ouest |                |            |      | Église Saint-Joseph de Saint-Joseph (Manche)                                                           |
| Église Saint-Laurent de Saint-Laurent-de-Cuves                                                         | Saint-Laurent-de-Cuves         |         | 48° 45′ 06″ nord, 1° 07′ 22″ ouest |                |            |      | Église Saint-Laurent de Saint-Laurent-de-Cuves                                                         |
| Église Saint-Laurent de Saint-Laurent-de-Terregatte                                                    | Saint-Laurent-de-Terregatte    |         | 48° 34′ 20″ nord, 1° 15′ 34″ ouest |                |            |      | Église Saint-Laurent de Saint-Laurent-de-Terregatte                                                    |
| Église Saint-Louet de Saint-Louet-sur-Vire                                                             | Saint-Louet-sur-Vire           |         | 48° 59′ 20″ nord, 0° 59′ 18″ ouest |                |            |      | Église Saint-Louet de Saint-Louet-sur-Vire                                                             |
| Église Saint-Loup de Saint-Loup (Manche)                                                               | Saint-Loup                     |         | 48° 40′ 06″ nord, 1° 17′ 41″ ouest | « PA00110588 » |            |      | Église Saint-Loup de Saint-Loup (Manche)                                                               |
| Église Notre-Dame de Saint-Lô                                                                          | Saint-Lô                       |         | 49° 06′ 55″ nord, 1° 05′ 39″ ouest | « PA00110582 » |            |      | Église Notre-Dame de Saint-Lô                                                                          |
| Église Sainte-Croix de Saint-Lô                                                                        | Saint-Lô                       |         | 49° 06′ 57″ nord, 1° 05′ 08″ ouest | « EA50141212 » |            |      | Église Sainte-Croix de Saint-Lô                                                                        |
| Église Saint-Jean-Eudes de la Trapinière                                                               | Saint-Lô                       |         | 49° 06′ 40″ nord, 1° 04′ 12″ ouest |                |            |      | Église Saint-Jean-Eudes de la Trapinière                                                               |
| Église Saint-Georges de Saint-Georges-Montcocq                                                         | Saint-Lô                       |         | 49° 07′ 29″ nord, 1° 05′ 30″ ouest |                |            |      | Église Saint-Georges de Saint-Georges-Montcocq                                                         |
| Église Saint-Malo de Saint-Malo-de-la-Lande                                                            | Saint-Malo-de-la-Lande         |         | 49° 04′ 16″ nord, 1° 32′ 26″ ouest |                |            |      | Église Saint-Malo de Saint-Malo-de-la-Lande                                                            |
| Église Saint-Marcouf de Saint-Marcouf (Manche)                                                         | Saint-Marcouf                  |         | 49° 28′ 24″ nord, 1° 17′ 22″ ouest | « PA00110589 » |            |      | Église Saint-Marcouf de Saint-Marcouf (Manche)                                                         |
| Église Notre-Dame-de-Bonsecours des Gougins                                                            | Saint-Marcouf                  |         | 49° 29′ 42″ nord, 1° 15′ 57″ ouest |                |            |      | Église Notre-Dame-de-Bonsecours des Gougins                                                            |
| Église Saint-Martin de Saint-Martin-d'Aubigny                                                          | Saint-Martin-d'Aubigny         |         | 49° 09′ 56″ nord, 1° 20′ 58″ ouest | « IA50000462 » |            |      | Église Saint-Martin de Saint-Martin-d'Aubigny                                                          |
| Église Saint-Martin de la Cour Sainte-Marie                                                            | Saint-Martin-d'Audouville      |         | 49° 31′ 44″ nord, 1° 21′ 42″ ouest |                |            |      | Église Saint-Martin de la Cour Sainte-Marie                                                            |
| Église Saint-Martin de Saint-Martin-de-Bonfossé                                                        | Saint-Martin-de-Bonfossé       |         | 49° 03′ 12″ nord, 1° 10′ 10″ ouest | « PA00132899 » |            |      | Église Saint-Martin de Saint-Martin-de-Bonfossé                                                        |
| Église Saint-Martin de Saint-Martin-de-Cenilly                                                         | Saint-Martin-de-Cenilly        |         | 48° 58′ 58″ nord, 1° 16′ 51″ ouest |                |            |      | Église Saint-Martin de Saint-Martin-de-Cenilly                                                         |
| Église Saint-Martin de Saint-Martin-de-Varreville                                                      | Saint-Martin-de-Varreville     |         | 49° 25′ 36″ nord, 1° 14′ 08″ ouest | « IA00001228 » |            |      | Église Saint-Martin de Saint-Martin-de-Varreville                                                      |
| Église Saint-Martin de Saint-Martin-le-Bouillant                                                       | Saint-Martin-le-Bouillant      |         | 48° 47′ 08″ nord, 1° 10′ 39″ ouest |                |            |      | Église Saint-Martin de Saint-Martin-le-Bouillant                                                       |
| Église Saint-Martin de Saint-Martin-le-Gréard                                                          | Saint-Martin-le-Gréard         |         | 49° 33′ 26″ nord, 1° 38′ 56″ ouest |                |            |      | Image manquante Téléverser                                                                             |
| Église Saint-Maur de Saint-Maur-des-Bois                                                               | Saint-Maur-des-Bois            |         | 48° 49′ 22″ nord, 1° 09′ 25″ ouest |                |            |      | Église Saint-Maur de Saint-Maur-des-Bois                                                               |
| Église Saint-Maurice de Saint-Maurice-en-Cotentin                                                      | Saint-Maurice-en-Cotentin      |         | 49° 23′ 23″ nord, 1° 42′ 21″ ouest |                |            |      | Église Saint-Maurice de Saint-Maurice-en-Cotentin                                                      |
| Église Saint-Michel de Saint-Michel-de-Montjoie                                                        | Saint-Michel-de-Montjoie       |         | 48° 45′ 50″ nord, 1° 01′ 39″ ouest |                |            |      | Église Saint-Michel de Saint-Michel-de-Montjoie                                                        |
| Église Saint-Nicolas de Saint-Nicolas-de-Pierrepont                                                    | Saint-Nicolas-de-Pierrepont    |         | 49° 19′ 25″ nord, 1° 35′ 17″ ouest |                |            |      | Église Saint-Nicolas de Saint-Nicolas-de-Pierrepont                                                    |
| Église Saint-Nicolas de Saint-Nicolas-des-Bois                                                         | Saint-Nicolas-des-Bois         |         | 48° 45′ 21″ nord, 1° 11′ 37″ ouest |                |            |      | Église Saint-Nicolas de Saint-Nicolas-des-Bois                                                         |
| Église Saint-Ouen de Saint-Ovin                                                                        | Saint-Ovin                     |         | 48° 40′ 56″ nord, 1° 15′ 46″ ouest |                |            |      | Église Saint-Ouen de Saint-Ovin                                                                        |
| Église Saint-Pierre-et-Saint-Paul de la Boulouze                                                       | Saint-Ovin                     |         | 48° 40′ 40″ nord, 1° 12′ 47″ ouest |                |            |      | Église Saint-Pierre-et-Saint-Paul de la Boulouze                                                       |
| Église Saint-Pair de Saint-Pair-sur-Mer                                                                | Saint-Pair-sur-Mer             |         | 48° 48′ 57″ nord, 1° 34′ 15″ ouest | « PA00110594 » |            |      | Église Saint-Pair de Saint-Pair-sur-Mer                                                                |
| Église Saint-Laurent de Kairon                                                                         | Saint-Pair-sur-Mer             |         | 48° 47′ 11″ nord, 1° 33′ 11″ ouest |                |            |      | Image manquante Téléverser                                                                             |
| Église Saint-Patrice de la Guerrie                                                                     | Saint-Patrice-de-Claids        |         | 49° 13′ 55″ nord, 1° 25′ 51″ ouest |                |            |      | Église Saint-Patrice de la Guerrie                                                                     |
| Église Saint-Pierre de Saint-Pierre-Langers                                                            | Saint-Pierre-Langers           |         | 48° 47′ 07″ nord, 1° 29′ 57″ ouest |                |            |      | Église Saint-Pierre de Saint-Pierre-Langers                                                            |
| Église Saint-Pierre de Saint-Pierre-d'Arthéglise                                                       | Saint-Pierre-d'Arthéglise      |         | 49° 24′ 49″ nord, 1° 41′ 31″ ouest |                |            |      | Église Saint-Pierre de Saint-Pierre-d'Arthéglise                                                       |
| Église Saint-Pierre de Saint-Pierre-de-Semilly                                                         | Saint-Pierre-de-Semilly        |         | 49° 07′ 15″ nord, 1° 00′ 18″ ouest | « PA00110597 » |            |      | Église Saint-Pierre de Saint-Pierre-de-Semilly                                                         |
| Église Saint-Pierre de Saint-Pierre-Église                                                             | Saint-Pierre-Église            |         | 49° 40′ 08″ nord, 1° 24′ 20″ ouest |                |            |      | Église Saint-Pierre de Saint-Pierre-Église                                                             |
| Église Saint-Pancrace de Saint-Planchers                                                               | Saint-Planchers                |         | 48° 49′ 18″ nord, 1° 31′ 34″ ouest |                |            |      | Église Saint-Pancrace de Saint-Planchers                                                               |
| Église Saint-Louis de Saint-Pois                                                                       | Saint-Pois                     |         | 48° 44′ 57″ nord, 1° 04′ 02″ ouest |                |            |      | Église Saint-Louis de Saint-Pois                                                                       |
| Église Saint-Quentin de Saint-Quentin-sur-le-Homme                                                     | Saint-Quentin-sur-le-Homme     |         | 48° 38′ 49″ nord, 1° 18′ 59″ ouest |                |            |      | Église Saint-Quentin de Saint-Quentin-sur-le-Homme                                                     |
| Église Saint-Laurent de Saint-Sauveur-Lendelin                                                         | Saint-Sauveur-Villages         |         | 49° 07′ 51″ nord, 1° 24′ 41″ ouest | « PA00110600 » |            |      | Église Saint-Laurent de Saint-Sauveur-Lendelin                                                         |
| Église de la Nativité-de-Notre-Dame de La Ronde-Haye                                                   | Saint-Sauveur-Villages         |         | 49° 07′ 34″ nord, 1° 26′ 34″ ouest |                |            |      | Église de la Nativité-de-Notre-Dame de La Ronde-Haye                                                   |
| Église Saint-Aubin de Saint-Aubin-du-Perron                                                            | Saint-Sauveur-Villages         |         | 49° 08′ 36″ nord, 1° 22′ 10″ ouest |                |            |      | Église Saint-Aubin de Saint-Aubin-du-Perron                                                            |
| Église Saint-Pierre d'Ancteville                                                                       | Saint-Sauveur-Villages         |         | 49° 06′ 09″ nord, 1° 28′ 44″ ouest |                |            |      | Église Saint-Pierre d'Ancteville                                                                       |
| Église Notre-Dame-de-l'Assomption du Mesnilbus                                                         | Saint-Sauveur-Villages         |         | 49° 07′ 58″ nord, 1° 21′ 01″ ouest |                |            |      | Église Notre-Dame-de-l'Assomption du Mesnilbus                                                         |
| Église Saint-Michel de Saint-Michel-de-la-Pierre                                                       | Saint-Sauveur-Villages         |         | 49° 08′ 20″ nord, 1° 23′ 06″ ouest |                |            |      | Église Saint-Michel de Saint-Michel-de-la-Pierre                                                       |
| Église Saint-Manvieu de Vaudrimesnil                                                                   | Saint-Sauveur-Villages         |         | 49° 09′ 10″ nord, 1° 24′ 54″ ouest |                |            |      | Église Saint-Manvieu de Vaudrimesnil                                                                   |
| Ancienne église Saint-Sauveur de Saint-Sauveur-de-Pierrepont                                           | Saint-Sauveur-de-Pierrepont    |         | 49° 20′ 01″ nord, 1° 35′ 35″ ouest | « PA00110538 » |            |      | Ancienne église Saint-Sauveur de Saint-Sauveur-de-Pierrepont                                           |
| Église Saint-Sauveur de Saint-Sauveur-de-Pierrepont                                                    | Saint-Sauveur-de-Pierrepont    |         | 49° 20′ 11″ nord, 1° 35′ 42″ ouest |                |            |      | Église Saint-Sauveur de Saint-Sauveur-de-Pierrepont                                                    |
| Église Saint-Sauveur de Saint-Sauveur-la-Pommeraye                                                     | Saint-Sauveur-la-Pommeraye     |         | 48° 50′ 45″ nord, 1° 26′ 43″ ouest |                |            |      | Église Saint-Sauveur de Saint-Sauveur-la-Pommeraye                                                     |
| Église abbatiale de la congrégation Sœurs de Sainte-Marie-Madeleine Postel de Saint-Sauveur-le-Vicomte | Saint-Sauveur-le-Vicomte       |         | 49° 22′ 57″ nord, 1° 31′ 35″ ouest |                |            |      | Église abbatiale de la congrégation Sœurs de Sainte-Marie-Madeleine Postel de Saint-Sauveur-le-Vicomte |
| Église Saint-Claude de Selsoif                                                                         | Saint-Sauveur-le-Vicomte       |         | 49° 22′ 03″ nord, 1° 30′ 21″ ouest |                |            |      | Église Saint-Claude de Selsoif                                                                         |
| Église Saint-Georges d'Hautmesnil                                                                      | Saint-Sauveur-le-Vicomte       |         | 49° 21′ 25″ nord, 1° 32′ 20″ ouest |                |            |      | Image manquante Téléverser                                                                             |
| Église Saint-Jean-Baptiste de Saint-Sauveur-le-Vicomte                                                 | Saint-Sauveur-le-Vicomte       |         | 49° 23′ 03″ nord, 1° 31′ 55″ ouest |                |            |      | Église Saint-Jean-Baptiste de Saint-Sauveur-le-Vicomte                                                 |
| Église Saint-Jean-Baptiste de Taillepied                                                               | Saint-Sauveur-le-Vicomte       |         | 49° 22′ 28″ nord, 1° 35′ 04″ ouest |                |            |      | Église Saint-Jean-Baptiste de Taillepied                                                               |
| Église Saint-Senier de Saint-Senier-de-Beuvron                                                         | Saint-Senier-de-Beuvron        |         | 48° 34′ 36″ nord, 1° 18′ 38″ ouest |                |            |      | Église Saint-Senier de Saint-Senier-de-Beuvron                                                         |
| Église Saint-Senier de Saint-Senier-sous-Avranches                                                     | Saint-Senier-sous-Avranches    |         | 48° 41′ 06″ nord, 1° 20′ 33″ ouest |                |            |      | Église Saint-Senier de Saint-Senier-sous-Avranches                                                     |
| Église Saint-Sébastien de Saint-Sébastien-de-Raids                                                     | Saint-Sébastien-de-Raids       |         | 49° 11′ 26″ nord, 1° 22′ 13″ ouest | « IA50000379 » |            |      | Église Saint-Sébastien de Saint-Sébastien-de-Raids                                                     |
| Église Saint-Vaast de Saint-Vaast-la-Hougue                                                            | Saint-Vaast-la-Hougue          |         | 49° 35′ 14″ nord, 1° 16′ 03″ ouest |                |            |      | Église Saint-Vaast de Saint-Vaast-la-Hougue                                                            |
| Église Saint-Martin de Rideauville                                                                     | Saint-Vaast-la-Hougue          |         | 49° 36′ 23″ nord, 1° 17′ 01″ ouest |                |            |      | Église Saint-Martin de Rideauville                                                                     |
| Église Saint-Vigor-et-Saint-Quentin de Saint-Vigor-des-Monts                                           | Saint-Vigor-des-Monts          |         | 48° 54′ 39″ nord, 1° 05′ 10″ ouest |                |            |      | Église Saint-Vigor-et-Saint-Quentin de Saint-Vigor-des-Monts                                           |
| Église Sainte-Colombe de Sainte-Colombe (Manche)                                                       | Sainte-Colombe                 |         | 49° 25′ 17″ nord, 1° 31′ 19″ ouest |                |            |      | Église Sainte-Colombe de Sainte-Colombe (Manche)                                                       |
| Église Sainte-Cécile de Sainte-Cécile (Manche)                                                         | Sainte-Cécile                  |         | 48° 50′ 09″ nord, 1° 11′ 26″ ouest |                |            |      | Église Sainte-Cécile de Sainte-Cécile (Manche)                                                         |
| Église Sainte-Geneviève de Sainte-Geneviève (Manche)                                                   | Sainte-Geneviève               |         | 49° 39′ 25″ nord, 1° 18′ 51″ ouest |                |            |      | Église Sainte-Geneviève de Sainte-Geneviève (Manche)                                                   |
| Église Notre-Dame de Sainte-Marie-du-Mont                                                              | Sainte-Marie-du-Mont           |         | 49° 22′ 43″ nord, 1° 13′ 32″ ouest | « PA00110591 » |            |      | Église Notre-Dame de Sainte-Marie-du-Mont                                                              |
| Église Sainte-Marie de Pouppeville                                                                     | Sainte-Marie-du-Mont           |         | à géolocaliser                     | « IA00001237 » |            |      | Image manquante Téléverser                                                                             |
| Église Notre-Dame-de-l'Assomption de Sainte-Mère-Église                                                | Sainte-Mère-Église             |         | 49° 24′ 31″ nord, 1° 18′ 59″ ouest | « PA00110593 » |            |      | Église Notre-Dame-de-l'Assomption de Sainte-Mère-Église                                                |
| Église Saint-Brice de Beuzeville-au-Plain                                                              | Sainte-Mère-Église             |         | 49° 25′ 52″ nord, 1° 17′ 10″ ouest | « PA00110337 » |            |      | Église Saint-Brice de Beuzeville-au-Plain                                                              |
| Église Sainte-Colombe de Chef-du-Pont                                                                  | Sainte-Mère-Église             |         | 49° 23′ 13″ nord, 1° 20′ 32″ ouest | « PA00110363 » |            |      | Église Sainte-Colombe de Chef-du-Pont                                                                  |
| Église Notre-Dame de Ravenoville                                                                       | Sainte-Mère-Église             |         | 49° 27′ 17″ nord, 1° 16′ 15″ ouest |                |            |      | Église Notre-Dame de Ravenoville                                                                       |
| Église Saint-Ouen de Carquebut                                                                         | Sainte-Mère-Église             |         | 49° 22′ 17″ nord, 1° 19′ 42″ ouest | « IA00001144 » |            |      | Église Saint-Ouen de Carquebut                                                                         |
| Église Saint-Lô de Foucarville                                                                         | Sainte-Mère-Église             |         | 49° 26′ 38″ nord, 1° 15′ 24″ ouest | « IA00001163 » |            |      | Église Saint-Lô de Foucarville                                                                         |
| Église Sainte-Suzanne de Sainte-Suzanne-sur-Vire                                                       | Sainte-Suzanne-sur-Vire        |         | 49° 03′ 41″ nord, 1° 03′ 39″ ouest | « PA00110605 » |            |      | Église Sainte-Suzanne de Sainte-Suzanne-sur-Vire                                                       |
| Église Notre-Dame de Champcey                                                                          | Sartilly-Baie-Bocage           |         | 48° 43′ 34″ nord, 1° 26′ 51″ ouest |                |            |      | Église Notre-Dame de Champcey                                                                          |
| Église Notre-Dame de Montviron                                                                         | Sartilly-Baie-Bocage           |         | 48° 44′ 11″ nord, 1° 25′ 17″ ouest |                |            |      | Église Notre-Dame de Montviron                                                                         |
| Église Saint-Pair de Sartilly                                                                          | Sartilly-Baie-Bocage           |         | 48° 45′ 07″ nord, 1° 27′ 19″ ouest |                |            |      | Église Saint-Pair de Sartilly                                                                          |
| Église Sainte-Marie de La Rochelle-Normande                                                            | Sartilly-Baie-Bocage           |         | 48° 45′ 53″ nord, 1° 26′ 02″ ouest |                |            |      | Église Sainte-Marie de La Rochelle-Normande                                                            |
| Église Saint-Samson d'Angey                                                                            | Sartilly-Baie-Bocage           |         | 48° 45′ 05″ nord, 1° 29′ 29″ ouest |                |            |      | Église Saint-Samson d'Angey                                                                            |
| Église Saint-Grégoire de Saussemesnil                                                                  | Saussemesnil                   |         | 49° 34′ 10″ nord, 1° 27′ 20″ ouest |                |            |      | Église Saint-Grégoire de Saussemesnil                                                                  |
| Église Notre-Dame-des-Anges de Ruffosses                                                               | Saussemesnil                   |         | 49° 34′ 21″ nord, 1° 30′ 45″ ouest |                |            |      | Église Notre-Dame-des-Anges de Ruffosses                                                               |
| Église Saint-Martin de Saussey                                                                         | Saussey                        |         | 49° 00′ 33″ nord, 1° 25′ 59″ ouest |                |            |      | Église Saint-Martin de Saussey                                                                         |
| Église Notre-Dame de Savigny                                                                           | Savigny                        |         | 49° 02′ 55″ nord, 1° 20′ 17″ ouest | « PA00110610 » |            |      | Église Notre-Dame de Savigny                                                                           |
| Église de la Nativité-de-Notre-Dame de Savigny-le-Vieux                                                | Savigny-le-Vieux               |         | 48° 31′ 16″ nord, 1° 02′ 58″ ouest |                |            |      | Église de la Nativité-de-Notre-Dame de Savigny-le-Vieux                                                |
| Église Saint-Martin de Servon                                                                          | Servon                         |         | 48° 36′ 04″ nord, 1° 25′ 09″ ouest | « PA00110612 » |            |      | Église Saint-Martin de Servon                                                                          |
| Église Saint-Ouen de Sideville                                                                         | Sideville                      |         | 49° 35′ 36″ nord, 1° 41′ 10″ ouest |                |            |      | Église Saint-Ouen de Sideville                                                                         |
| Église Saint-Pierre de Siouville-Hague                                                                 | Siouville-Hague                |         | 49° 33′ 30″ nord, 1° 50′ 25″ ouest |                |            |      | Église Saint-Pierre de Siouville-Hague                                                                 |
| Église Notre-Dame-de-l'Assomption de Sortosville                                                       | Sortosville                    |         | 49° 28′ 49″ nord, 1° 26′ 00″ ouest | « PA00110613 » |            |      | Église Notre-Dame-de-l'Assomption de Sortosville                                                       |
| Église Saint-Georges de Sortosville-en-Beaumont                                                        | Sortosville-en-Beaumont        |         | 49° 25′ 34″ nord, 1° 44′ 04″ ouest |                |            |      | Église Saint-Georges de Sortosville-en-Beaumont                                                        |
| Église Saint-Hermeland de Sottevast                                                                    | Sottevast                      |         | 49° 31′ 20″ nord, 1° 35′ 35″ ouest |                |            |      | Église Saint-Hermeland de Sottevast                                                                    |
| Église Saint-Pierre de Sotteville                                                                      | Sotteville                     |         | 49° 32′ 20″ nord, 1° 45′ 14″ ouest |                |            |      | Église Saint-Pierre de Sotteville                                                                      |
| Église Saint-Germain de Vengeons                                                                       | Sourdeval                      |         | 48° 45′ 17″ nord, 1° 54′ 58″ ouest |                |            |      | Église Saint-Germain de Vengeons                                                                       |
| Église Saint-Martin de Sourdeval                                                                       | Sourdeval                      |         | 48° 43′ 27″ nord, 1° 55′ 16″ ouest |                |            |      | Église Saint-Martin de Sourdeval                                                                       |
| Église Notre-Dame de Subligny                                                                          | Subligny                       |         | 48° 44′ 41″ nord, 1° 21′ 55″ ouest |                |            |      | Église Notre-Dame de Subligny                                                                          |
| Église Saint-Pierre de Surtainville                                                                    | Surtainville                   |         | 49° 27′ 32″ nord, 1° 48′ 45″ ouest |                |            |      | Église Saint-Pierre de Surtainville                                                                    |
| Église Saint-Pierre-et-Saint-Paul de Sébeville                                                         | Sébeville                      |         | 49° 23′ 08″ nord, 1° 17′ 25″ ouest | « PA00110387 » |            |      | Église Saint-Pierre-et-Saint-Paul de Sébeville                                                         |
| Église Saint-Lô de Sénoville                                                                           | Sénoville                      |         | 49° 26′ 08″ nord, 1° 46′ 35″ ouest |                |            |      | Église Saint-Lô de Sénoville                                                                           |
| Église Notre-Dame-de-l'Assomption de Tamerville                                                        | Tamerville                     |         | 49° 31′ 59″ nord, 1° 27′ 08″ ouest | « PA00110616 » |            |      | Église Notre-Dame-de-l'Assomption de Tamerville                                                        |
| Église Saint-Vigor de Tanis                                                                            | Tanis                          |         | 48° 35′ 31″ nord, 1° 26′ 33″ ouest |                |            |      | Église Saint-Vigor de Tanis                                                                            |
| Église Saint-Pierre de Sainteny                                                                        | Terre-et-Marais                |         | 49° 14′ 17″ nord, 1° 18′ 47″ ouest |                |            |      | Église Saint-Pierre de Sainteny                                                                        |
| Église Saint-Georges de Saint-Georges-de-Bohon                                                         | Terre-et-Marais                |         | 49° 15′ 02″ nord, 1° 16′ 17″ ouest |                |            |      | Église Saint-Georges de Saint-Georges-de-Bohon                                                         |
| Église Saint-Jean-Baptiste de Pont-Farcy                                                               | Tessy-Bocage                   |         | 48° 56′ 12″ nord, 1° 02′ 00″ ouest |                |            |      | Église Saint-Jean-Baptiste de Pont-Farcy                                                               |
| Église Saint-Aubin de Pleines-Œuvres                                                                   | Tessy-Bocage                   |         | 48° 56′ 25″ nord, 1° 00′ 19″ ouest |                |            |      | Église Saint-Aubin de Pleines-Œuvres                                                                   |
| Église Saint-Pierre-ès-Liens de Fervaches                                                              | Tessy-Bocage                   |         | 48° 59′ 41″ nord, 1° 05′ 08″ ouest |                |            |      | Église Saint-Pierre-ès-Liens de Fervaches                                                              |
| Église Saint-Pierre-et-Saint-Paul de Tessy-sur-Vire                                                    | Tessy-Bocage                   |         | 48° 58′ 22″ nord, 1° 03′ 38″ ouest |                |            |      | Église Saint-Pierre-et-Saint-Paul de Tessy-sur-Vire                                                    |
| Église de la Sainte-Trinité de Teurthéville-Bocage                                                     | Teurthéville-Bocage            |         | 49° 35′ 32″ nord, 1° 23′ 49″ ouest |                |            |      | Église de la Sainte-Trinité de Teurthéville-Bocage                                                     |
| Église Notre-Dame de Teurthéville-Hague                                                                | Teurthéville-Hague             |         | 49° 34′ 59″ nord, 1° 43′ 46″ ouest |                |            |      | Image manquante Téléverser                                                                             |
| Église Saint-Martin d'Hébécrevon                                                                       | Thèreval                       |         | 49° 07′ 35″ nord, 1° 10′ 04″ ouest | « EA50141210 » |            |      | Église Saint-Martin d'Hébécrevon                                                                       |
| Église Saint-Pierre de La Chapelle-en-Juger                                                            | Thèreval                       |         | 49° 07′ 41″ nord, 1° 12′ 55″ ouest | « EA50000003 » |            |      | Église Saint-Pierre de La Chapelle-en-Juger                                                            |
| Église Notre-Dame de Théville                                                                          | Théville                       |         | 49° 39′ 13″ nord, 1° 25′ 23″ ouest |                |            |      | Église Notre-Dame de Théville                                                                          |
| Église de la Nativité-de-Notre-Dame dite aussi Notre-Dame de Tirepied                                  | Tirepied-sur-Sée               |         | 48° 42′ 34″ nord, 1° 15′ 47″ ouest |                |            |      | Église de la Nativité-de-Notre-Dame dite aussi Notre-Dame de Tirepied                                  |
| Église Sainte-Eugienne de Tirepied                                                                     | Tirepied-sur-Sée               |         | 48° 44′ 12″ nord, 1° 16′ 41″ ouest |                |            |      | Église Sainte-Eugienne de Tirepied                                                                     |
| Église Saint-Martin de La Gohannière                                                                   | Tirepied-sur-Sée               |         | 48° 42′ 23″ nord, 1° 15′ 18″ ouest |                |            |      | Église Saint-Martin de La Gohannière                                                                   |
| Église Saint-Laurent de Tocqueville                                                                    | Tocqueville                    |         | 49° 40′ 14″ nord, 1° 20′ 11″ ouest |                |            |      | Église Saint-Laurent de Tocqueville                                                                    |
| Église Saint-Martin de Tollevast                                                                       | Tollevast                      |         | 49° 34′ 29″ nord, 1° 37′ 42″ ouest | « PA00110619 » |            |      | Église Saint-Martin de Tollevast                                                                       |
| Église Notre-Dame-du-Grand-Vivier de Torigni-sur-Vire                                                  | Torigni-sur-Vire               |         | 49° 02′ 00″ nord, 0° 58′ 59″ ouest |                |            |      | Église Notre-Dame-du-Grand-Vivier de Torigni-sur-Vire                                                  |
| Église Saint-Laurent de Torigni-sur-Vire                                                               | Torigni-sur-Vire               |         | 49° 02′ 04″ nord, 0° 58′ 50″ ouest |                |            |      | Église Saint-Laurent de Torigni-sur-Vire                                                               |
| Église Saint-Mathurin de Guilberville                                                                  | Torigny-les-Villes             |         | 48° 59′ 17″ nord, 0° 56′ 46″ ouest |                |            |      | Église Saint-Mathurin de Guilberville                                                                  |
| Église Saint-Martin de Giéville                                                                        | Torigny-les-Villes             |         | 49° 00′ 52″ nord, 0° 58′ 41″ ouest |                |            |      | Église Saint-Martin de Giéville                                                                        |
| Église Saint-Pierre de Brectouville                                                                    | Torigny-les-Villes             |         | 49° 01′ 20″ nord, 1° 01′ 18″ ouest |                |            |      | Église Saint-Pierre de Brectouville                                                                    |
| Église Notre-Dame de Tourville-sur-Sienne                                                              | Tourville-sur-Sienne           |         | 49° 02′ 40″ nord, 1° 32′ 38″ ouest |                |            |      | Église Notre-Dame de Tourville-sur-Sienne                                                              |
| Église Notre-Dame-de-l'Assomption de Tribehou                                                          | Tribehou                       |         | 49° 12′ 53″ nord, 1° 14′ 35″ ouest |                |            |      | Église Notre-Dame-de-l'Assomption de Tribehou                                                          |
| Église Saint-Pierre de Tréauville                                                                      | Tréauville                     |         | 49° 31′ 53″ nord, 1° 48′ 41″ ouest |                |            |      | Image manquante Téléverser                                                                             |
| Église Notre-Dame de Turqueville                                                                       | Turqueville                    |         | 49° 24′ 28″ nord, 1° 16′ 45″ ouest | « PA00110388 » |            |      | Église Notre-Dame de Turqueville                                                                       |
| Église Saint-Julien d'Urville                                                                          | Urville                        |         | 49° 27′ 08″ nord, 1° 26′ 27″ ouest | « PA50000005 » |            |      | Église Saint-Julien d'Urville                                                                          |
| Église Saint-Pierre de Vains                                                                           | Vains                          |         | 48° 40′ 55″ nord, 1° 24′ 44″ ouest |                |            |      | Église Saint-Pierre de Vains                                                                           |
| Église Notre-Dame-de-l'Assomption de Valcanville                                                       | Valcanville                    |         | 49° 38′ 39″ nord, 1° 19′ 44″ ouest |                |            |      | Église Notre-Dame-de-l'Assomption de Valcanville                                                       |
| Église Saint-Malo de Valognes                                                                          | Valognes                       |         | 49° 30′ 28″ nord, 1° 28′ 10″ ouest | « PA00110627 » |            |      | Église Saint-Malo de Valognes                                                                          |
| Église Notre-Dame d'Alleaume                                                                           | Valognes                       |         | 49° 30′ 34″ nord, 1° 27′ 39″ ouest | « PA00125307 » |            |      | Église Notre-Dame d'Alleaume                                                                           |
| Église de l'abbaye Notre-Dame-de-Protection anciennement couvent des Capucins de Valognes              | Valognes                       |         | 49° 30′ 27″ nord, 1° 27′ 52″ ouest |                |            |      | Église de l'abbaye Notre-Dame-de-Protection anciennement couvent des Capucins de Valognes              |
| Église Saint-Martin de Varenguebec                                                                     | Varenguebec                    |         | 49° 20′ 14″ nord, 1° 29′ 46″ ouest |                |            |      | Église Saint-Martin de Varenguebec                                                                     |
| Église Saint-Martin de Varouville                                                                      | Varouville                     |         | 49° 40′ 31″ nord, 1° 22′ 05″ ouest |                |            |      | Église Saint-Martin de Varouville                                                                      |
| Église Saint-Basile de Vaudreville                                                                     | Vaudreville                    |         | 49° 31′ 22″ nord, 1° 21′ 54″ ouest |                |            |      | Église Saint-Basile de Vaudreville                                                                     |
| Église Notre-Dame de Ver                                                                               | Ver                            |         | 48° 53′ 37″ nord, 1° 23′ 34″ ouest |                |            |      | Église Notre-Dame de Ver                                                                               |
| Église Saint-Louis de Vernix                                                                           | Vernix                         |         | 48° 42′ 56″ nord, 1° 13′ 30″ ouest |                |            |      | Église Saint-Louis de Vernix                                                                           |
| Église Saint-Pierre de Vesly                                                                           | Vesly                          |         | 49° 15′ 09″ nord, 1° 30′ 17″ ouest | « PA00110639 » |            |      | Église Saint-Pierre de Vesly                                                                           |
| Église Saint-Pair de Gerville-la-Forêt                                                                 | Vesly                          |         | 49° 16′ 08″ nord, 1° 29′ 34″ ouest |                |            |      | Église Saint-Pair de Gerville-la-Forêt                                                                 |
| Église Notre-Dame de Cosqueville                                                                       | Vicq-sur-Mer                   |         | 49° 41′ 41″ nord, 1° 24′ 30″ ouest |                |            |      | Église Notre-Dame de Cosqueville                                                                       |
| Église Saint-Blaise d'Angoville-en-Saire                                                               | Vicq-sur-Mer                   |         | 49° 41′ 26″ nord, 1° 22′ 39″ ouest |                |            |      | Église Saint-Blaise d'Angoville-en-Saire                                                               |
| Église Saint-Martin de Réthoville                                                                      | Vicq-sur-Mer                   |         | 49° 41′ 47″ nord, 1° 21′ 28″ ouest |                |            |      | Église Saint-Martin de Réthoville                                                                      |
| Église Saint-Martin de Vrasville                                                                       | Vicq-sur-Mer                   |         | 49° 41′ 42″ nord, 1° 22′ 21″ ouest |                |            |      | Église Saint-Martin de Vrasville                                                                       |
| Église Saint-Martin de Videcosville                                                                    | Videcosville                   |         | 49° 33′ 44″ nord, 1° 22′ 17″ ouest |                |            |      | Église Saint-Martin de Videcosville                                                                    |
| Église Sainte-Anne de Villebaudon                                                                      | Villebaudon                    |         | 48° 57′ 39″ nord, 1° 09′ 58″ ouest |                |            |      | Église Sainte-Anne de Villebaudon                                                                      |
| Église Notre-Dame de Villedieu-les-Poêles                                                              | Villedieu-les-Poêles-Rouffigny |         | 48° 50′ 16″ nord, 1° 13′ 22″ ouest | « PA00110642 » |            |      | Église Notre-Dame de Villedieu-les-Poêles                                                              |
| Église de la Sainte-Trinité de Saultchevreuil-du-Tronchet                                              | Villedieu-les-Poêles-Rouffigny |         | 48° 49′ 44″ nord, 1° 14′ 04″ ouest |                |            |      | Église de la Sainte-Trinité de Saultchevreuil-du-Tronchet                                              |
| Église Notre-Dame-de-l'Assomption de Rouffigny                                                         | Villedieu-les-Poêles-Rouffigny |         | 48° 48′ 12″ nord, 1° 15′ 07″ ouest |                |            |      | Église Notre-Dame-de-l'Assomption de Rouffigny                                                         |
| Église Saint-Pierre de Saint-Pierre-du-Tronchet                                                        | Villedieu-les-Poêles-Rouffigny |         | 48° 49′ 39″ nord, 1° 12′ 35″ ouest |                |            |      | Église Saint-Pierre de Saint-Pierre-du-Tronchet                                                        |
| Église Saint-Pierre de Villiers-Fossard                                                                | Villiers-Fossard               |         | 49° 09′ 24″ nord, 1° 03′ 37″ ouest | « EA50000019 » |            |      | Église Saint-Pierre de Villiers-Fossard                                                                |
| Église Saint-Amand de Virandeville                                                                     | Virandeville                   |         | 49° 34′ 12″ nord, 1° 43′ 33″ ouest |                |            |      | Église Saint-Amand de Virandeville                                                                     |
| Église Saint-Pair d'Yquelon                                                                            | Yquelon                        |         | 48° 50′ 46″ nord, 1° 33′ 33″ ouest |                |            |      | Église Saint-Pair d'Yquelon                                                                            |
| Église Saint-Georges d'Yvetot-Bocage                                                                   | Yvetot-Bocage                  |         | 49° 29′ 24″ nord, 1° 30′ 12″ ouest | « PA00110645 » |            |      | Église Saint-Georges d'Yvetot-Bocage                                                                   |
| Église Saint-Martin d'Écausseville                                                                     | Écausseville                   |         | 49° 27′ 43″ nord, 1° 22′ 27″ ouest |                |            |      | Église Saint-Martin d'Écausseville                                                                     |
| Église de l'Assomption dite aussi Notre-Dame d'Émondeville                                             | Émondeville                    |         | 49° 27′ 33″ nord, 1° 20′ 30″ ouest |                |            |      | Église de l'Assomption dite aussi Notre-Dame d'Émondeville                                             |
| Église Sainte-Anne d'Équilly                                                                           | Équilly                        |         | 48° 50′ 27″ nord, 1° 23′ 21″ ouest |                |            |      | Église Sainte-Anne d'Équilly                                                                           |
| Église Notre-Dame-de-l'Assomption d'Éroudeville                                                        | Éroudeville                    |         | 49° 28′ 34″ nord, 1° 23′ 24″ ouest |                |            |      | Église Notre-Dame-de-l'Assomption d'Éroudeville                                                        |
| Église Saint-Georges d'Étienville                                                                      | Étienville                     |         | 49° 22′ 34″ nord, 1° 26′ 04″ ouest | « PA00110397 » |            |      | Église Saint-Georges d'Étienville                                                                      |